# Tron (franchise)

Logo del franchise

Tron è un media franchise statunitense di fantascienza che ha avuto inizio nel 1982 con l'omonimo film, creato da Steven Lisberger e Bonnie MacBird e prodotto dalla Walt Disney Productions. Il successo del primo film ha dato origine a una serie di opere derivate, tra cui sequel cinematografici, serie televisive animate, videogiochi, fumetti, romanzi, album musicali e vari prodotti di merchandise. 
Benché il primo film abbia ottenuto due nomination agli Oscar nel 1983, fu uno scarso successo al botteghino; questo non gli ha impedito, col tempo, di divenire un vero e proprio fenomeno di culto, iconico del genere di fantascienza. Il franchise è infatti noto per il suo stile visivo distintivo, l'uso pionieristico della computer grafica e i suoi temi legati all'identità virtuale, alla libertà individuale in ambienti digitali, all'intelligenza artificiale e il rapporto tra uomo e macchina.
Tron narra le avventure di alcuni programmi umanizzati che vivono in una realtà virtuale (il Sistema) e nella relativa Rete Giochi (Game Grid), inizialmente governata dal dispotico programma senziente MCP (Master Control Program), cui questi si ribellano riportando la democrazia. Molti di questi "programmi" sono la controparte virtuale di persone del mondo reale (che nella versione originale si chiamano user, "utenti", ma nel doppiaggio italiano vengono chiamati creativi), che considerano una sorta di divinità in cui ripongono la loro fede, avendone il medesimo aspetto e venendo impersonati dagli stessi attori. Alcuni creativi (Kevin Flynn, nel primo film, e suo figlio Sam, nel sequel), vengono trasportati all'interno della realtà virtuale per interagire con i programmi.

## L'universo di Tron

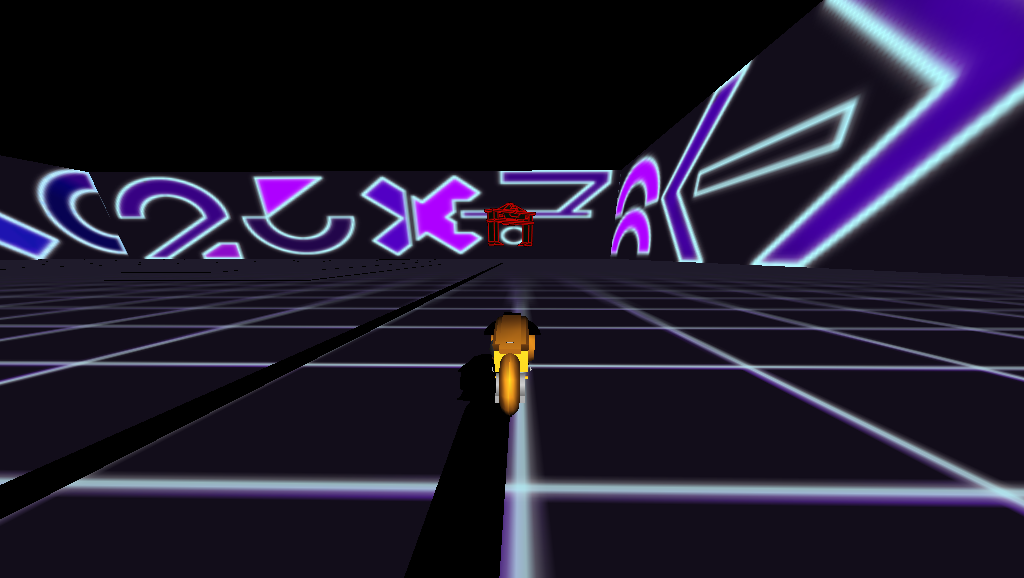
Il mondo virtuale del Sistema di Tron così come appare nel videogioco GLTron

Nella trama del franchise vi sono due realtà separate, il mondo reale, rappresentato principalmente dalle strutture della Encom, una multinazionale di software che produce videogiochi (Space Paranoids è il loro prodotto di punta) e dalla sala giochi Flynn's,  e una sorta di mondo o realtà virtuale, in cui si muovono programmi senzienti umanizzati, che sono l'identica copia dei loro creativi, sovrastato da un cielo notturno cupo e oscuro e percorso da un tessuto di linee luminescenti in stile "neon". 
A questo mondo vi si accede tramite una sorta di "teletrasporto", uno scanner laser, creato all'interno dei laboratori della Encom dal Dr. Walter Gibbs, che "smonta" molecola per molecola gli oggetti reali trasformandoli in dati, per poi poterli "ricostruire" con il processo contrario. Kevin Flynn, prima, e suo figlio Sam, poi, vi accedono in questo modo, mentre il programma senziente Quorra esce dalla realtà virtuale per diventare una persona reale alla fine di Tron: Legacy.
Questo mondo virtuale viene definito Sistema (System), nel primo film Tron del 1982, e corrisponde di fatto alla rete aziendale della Encom, che però si espande e si interfaccia con sistemi esterni grazie all'intervento di "invasione" e "conquista" da parte dell'MCP. Nel secondo verrà chiamato La Rete (Grid) e sarà un ambiente creato da Kevin Flynn all'interno del quale spera inizialmente di costruire il suo mondo ideale.
All'interno di questo mondo esistono varie zone, quale soprattutto la Rete Giochi (in inglese Game Grid), in cui, nel primo film vi vengono mandati i programmi ribelli, che credono nei creativi, o inutili all'MCP, dove sono condannati a giocare finché non muoiono, venendo disintegrati. In Tron: Legacy la Rete Giochi è in realtà una sorta di arena a usufrutto del dispotico Clu 2.0 e del suo pubblico di programmi ribelli. Al di fuori della Rete Giochi, vi è una distesa deserta denominata Mare della Tranquillità, che separa il centro del Sistema dalle Torri di comunicazione con l'esterno, dei canali che mettono in contatto i creativi con i programmi.

## Veicoli

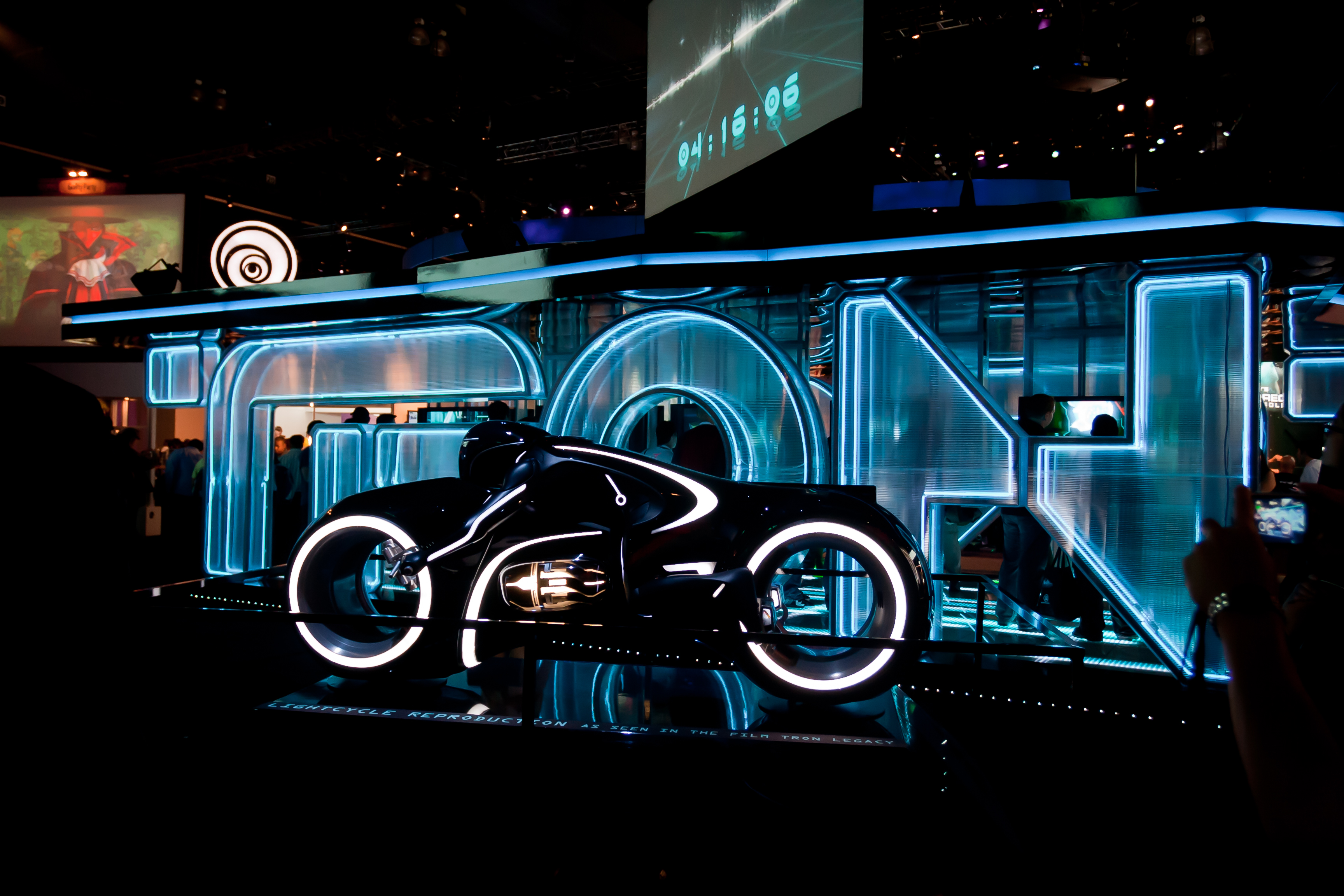
La Light Cycle del film Tron: Legacy

Numerosi sono i veicoli che appaiono nel franchising di Tron. Il veicolo più caratteristico e iconico di tutto il franchise è la Light Cycle, anche detta moto-ciclo, una motocicletta con cui i programmi giocano nella Rete Giochi all'interno del cosiddetto Motolabirinto e il cui passaggio genera dei muri di luce, per fare in modo di farvi schiantare contro le light cycle avversarie, così da eliminare gli avversari e vincere il gioco. La light cycle è presente in tutto il franchise, in più versioni, modificate nel design nel corso degli anni. Oltre alle versioni giocattolo commercializzate nel 1982 e nel 2010, rispettivamente dalla Tomy (riprodotta dalla Neca nel 2002) e dalla Spin Master, nel 2012 ne è stata realizzata anche una versione reale da Parker Brothers Concepts, autorizzata a correre su strada.
Nel primo film appare poi il Carro armato (in inglese Tank), dotato di torretta sparante, e l'Intercettatore (in inglese Recognizer), un veicolo volante a forma di "M", che però non può distanziarsi più di tanto dal suolo, di fatto "galleggiando" a mezz'aria e pilotato da un programma guidato da un bit. Sark e Clu 2.0 invece si spostano a bordo di un vettore, una sorta di nave o astronave, che si muove lentamente nella realtà virtuale del Sistema. Anche di parte di questi veicoli ne è stata realizzata una versione giocattolo in metallo (die cast) nel 1982 da parte della Tomy.
Nel secondo film del 2010, Tron: Legacy, oltre ai veicoli già presenti nel capitolo precedente, talvolta pesantemente modificati nel design, vengono aggiunti numerosi altri veicoli, Tra questi: il Light Jet, un piccolo velivolo concettualmente simile alla Light Cycle, che genera due muri di luce allo stesso modo della moto ed è dotato di torrette sparanti; il Light Rail, una sorta di treno monorotaia con il quale spostarsi nella realtà virtuale del Sistema; la Light Runner e la Light Roadster, delle automobili concettualmente simili alla Light Cycle; il Light Tanker, una sorta di blindato usato negli attacchi del tirannico programma Clu 2.0.

## Film
| Film         | Data di uscita USA | Regia            | Sceneggiatura                | Produttori                                    |
| ------------ | ------------------ | ---------------- | ---------------------------- | --------------------------------------------- |
| Tron         | 9 luglio 1982      | Steven Lisberger | Steven Lisberger             | Donald Kushner                                |
| Tron: Legacy | 17 dicembre 2010   | Joseph Kosinski  | Edward Kitsis, Adam Horowitz | Sean Bailey, Jeffrey Silver, Steven Lisberger |
| Tron: Ares   | 10 ottobre 2025    | Joachim Rønning  | Jesse Wigutow, Jack Thorne   | Sean Bailey, Jeffrey Silver, Justin Springer  |

### Tron

Logo del film Tron del 1982

Tron è un film di fantascienza statunitense del 1982 prodotto da Walt Disney Pictures. È interpretato da Jeff Bridges nella parte di Kevin Flynn; Bruce Boxleitner nella parte di Tron e del suo creativo Alan Bradley; Cindy Morgan nella parte di Yori e della dottoressa Lora Baines e da Dan Shor nella parte di Ram. David Warner interpreta tutti e tre gli antagonisti: nella voce in originale del diabolico Master Control Program (MCP), il programma Sark e il suo creativo Ed Dillinger Sr.. Il film è stato scritto e diretto da Steven Lisberger, su soggetto di Lisberger e Bonnie MacBird, mentre la musica è stata composta da Wendy Carlos. Tron ha uno stile visivo distintivo e innovativo, in quanto è stato uno dei primi film di un importante studio a utilizzare ampiamente la computer grafica in modo ampio per ambientare la realtà virtuale in cui si muovono i programmi.

### Tron: Legacy

Logo del film Tron: Legacy

Tron: Legacy è un film di fantascienza del 2010, sequel del precedente film del 1982. Jeff Bridges ritorna nei panni di Kevin Flynn e, ringiovanito digitalmente, interpreta anche l'antagonista del film, una nuova versione della sua controparte virtuale Clu, Clu 2.0. Bruce Boxleitner torna anch'egli nei panni di Alan Bradley e, anch'egli ringiovanito digitalmente, in quella di Tron. A loro si uniscono Garrett Hedlund, nei panni di Sam Flynn, il figlio di Kevin, il protagonista del film; Olivia Wilde, nei panni della guerriera digitale Quorra; Michael Sheen nel ruolo di Castor, proprietario di una discoteca all'interno del Grid, e Beau Garrett nella parte di Gem, un programma del mondo digitale. Il film si concentra sulle indagini di Sam sulla scomparsa del padre avvenuta vent'anni prima, una ricerca che alla fine lo porta in un mondo digitale isolato, creato da suo padre dopo gli eventi del primo film. Lisbarg ritorna come produttore e consulente per il film, che è stato scritto da Adam Horowitz e Edward Kitsis, diretto da Joseph Kosinski e con la colonna sonora composta dai Daft Punk.

### Tron: Ares

Logo del film Tron: Ares

Nell'ottobre del 2010 viene annunciato lo sviluppo di un terzo film, diretto anch'esso da Joseph Kosinski e con una sceneggiatura scritta assieme a Adam Horowitz ed Edward Ktisis. Nel gennaio 2011 viene annunciata la realizzazione di un cortometraggio quale teaser trailer per il terzo film e che sarebbe stato distribuito esclusivamente direct-to-video in allegato alle edizioni in home video di Tron: Legacy. In aprile Kosinski dichiara che la sceneggiatura è in fase di scrittura, confermando che il film riprenderà da dove Tron: Legacy finiva. Afferma inoltre che la relazione tra Sam e Quorra sarebbe stato "il prossimo passo" e che la trama avrebbe seguito le loro avventure nel mondo reale. Una volta completata la prima bozza della sceneggiatura, viene scelto il titolo provvisorio di TR3N. Nel giugno 2011 David DiGilio viene assunto per contribuire alla sceneggiatura, poiché Horowitz e Kitsis non sono più disponibili per riscriverla, a causa dei loro impegni con la serie televisiva C'era una volta. Nel marzo del 2012 Bruce Boxleitner dichiara che le riprese sarebbero dovute iniziare nel 2014, dopo che Kosinski avesse completato il suo lavoro sul film Oblivion. Nel giugno 2012 Horowitz e Kitsis confermano che starebbero stati nuovamente coinvolti nel terzo film, ribadendo che Quorra sarebbe stato uno dei personaggi principali della trama.
Nel dicembre 2012, Jesse Wigutow viene assunto per riscrivere la sceneggiatura, mentre Bruce Boxleitner e Garrett Hedlund vengono confermati nei rispettivi ruoli interpretati nei film precedenti. Il 13 settembre Kisinski conferma che il copione è in lavorazione e che, pur non sapendo quando la produzione del sequel di Tron: Legacy avrà inizio, sta dando indicazioni sulla direzione che dovrà prendere il nuovo film. Nel gennaio 2014 Boxleitner dichiara che sebbene non conosca ancora l'intera storia del terzo film, questo si aggancerà alla battuta finale che Sam fa ad Alan alla fine di Legacy: "Stiamo andando a riprenderci la compagnia". L'attore spiega inoltre che: "non è la fine del film. Questo è l'inizio del prossimo. Un presagio..." confermando che Cillian Murphy riprenderà il suo ruolo e affermando che "Eddie Dillinger Jr. sarà cattivo come suo padre". Nel marzo 2015 il film entra nella fase della pre-produzione, mentre Hedlun e la Wilde confermano di riprendere i propri ruoli di Legacy. L'inizio delle riprese viene fissato per l'ottobre di quell'anno a Vancouver, in Canada. La Disney, comunque, decide di ritardare il progetto a tempo indeterminato nel maggio 2015. Boxleitner ha espresso il suo disappunto per la decisione dello studio, per i lunghi tempi del progetto e che ha perso interesse nel prendere parte al film, affermando: "Non voglio più ripetere la mia carriera". Hunland ha affermato che la delusione al botteghino di Tomorrowland hanno influenzato la compagnia a ritardare le riprese.
Il progetto è comunque proseguito da agosto 2016 a marzo 2017, quando è stato annunciato che Jared Leto avrebbe firmato per un ruolo di co-protagonista, per interpretare un nuovo personaggio di nome Ares. Il film è stato provvisoriamente intitolato Tron: Destiny. Nel marzo 2019 il coproduttore Justin Springer ha confermato che lo sviluppo del progetto è in corso, affermando: "...si tratta solo di trovare il momento giusto, la sceneggiatura giusta e le persone giuste in studio...".
Nel giugno 2020 il presidente degli Walt Disney Studios per la musica e le colonne sonore, Mitchel Leib, ha dichiarato che mentre lo studio spera che Kosinski torni al franchise, lo studio è attualmente alla ricerca di un regista. Ha anche confermato che l'intenzione è che i Daft Punk compongano la colonna sonora anche di questo film. Non è tuttavia noto se il duo potrà tornare a lavorare alla colonna sonora del film, dal momento che si sono ufficialmente sciolti il 22 febbraio 2021. Nel luglio dello stesso anno The DisInsider ha fatto sapere che il progetto è confermato e che Jared Leto e il cast di Tron: Legacy saranno co-protagonisti del film, mentre informa che la compagnia è alla ricerca di nuovi registi. Nell'agosto del 2020 viene annunciato che Garth Davis sarà il regista del film, che avrà una sceneggiatura scritta da Jesse Wigutow. Oltre al ruolo di Leto come uno dei personaggi principali, viene confermato che il film sarà co-prodotto da Justin Springer ed Emma Ludbrook. Leto si è detto eccitato per la sua partecipazione alla produzione, affermando che il film originale e il videogioco originale, con cui ha giocato da bambino, sono stati influenti nella sua carriera.
Il 19 gennaio 2023 viene confermato che Disney ha ufficialmente messo in cantiere Tron: Ares con Joachim Rønning in trattative alla regia. Le riprese dovevano iniziare ad agosto 2023 ma, a causa dello sciopero degli attori, sono iniziate a gennaio 2024 e si sono concluse a maggio 2024. La sceneggiatura è scritta da Jesse Wigutow. Nel cast sono al momento confermati: Jared Leto, Greta Lee, Evan Peters, Hasan Minhaj, Jodie Turner-Smith, Arturo Castro, Cameron Monaghan, Gillian Anderson e Sarah Desjardins. Il 6 aprile 2024 Disney annuncia come data di uscita del film il 10 ottobre 2025. Il 29 aprile 2024 Jeff Bridges conferma che riprenderà nuovamente il ruolo di Kevin Flynn nel film. 
Il 9 agosto 2024 al D23 viene annunciato che il gruppo musicale Nine Inch Nails comporrà la colonna sonora del film. Il 5 aprile 2025, vengono pubblicati il teaser trailer è il poster del film la cui uscita nei cinema americani è prevista per il 10 ottobre 2025.

## Cortometraggi

### Tron: The Next Day
Un cortometraggio di circa 10 minuti, intitolato Tron: The Next Day, cronologicamente posizionato il giorno dopo gli eventi di Tron: Legacy, è stato incluso in tutti i formati dell'uscita in home video del film, distribuiti il 5 aprile 2011 da Walt Disney Studios Home Entertainment. Il film, in forma di mockumentary, oltre a trattare le immediate conseguenze di Legacy, esplora gli eventi verificatisi nel periodo tra il film originale e il sequel. Il cortometraggio presenta il ritorno di Dan Shor nei panni di Roy Kleinberg e fa riferimento a Kevin Flynn.

## Serie televisive

### Serie televisivalive action
Una serie televisiva live action stava venendo sviluppata da John Ridley, per essere trasmessa in esclusiva su Disney+, prima che il progetto venisse accantonato.

### Tron - La serie
Nel marzo del 2010 la Disney annuncia la produzione di una serie televisiva ispirata al franchise intitolata Tron - La serie (Tron: Uprising). La serie viene trasmessa in anteprima il 7 giugno 2012 sul canale Disney XD. La serie è stata cancellata dopo 19 episodi, con l'ultimo trasmesso il 28 gennaio 2013.
La serie vede protagonista Beck, un giovane programma che lavora nell'officina di Able riparando veicoli e si sente oppresso dal malvagio Generale Tesler e da CLU, che, dopo la cancellazione dell'amico Bodhi, si presenta come come il leggendario programma Tron. Beck viene quindi avvicinato dallo stesso Tron che lo sceglie come suo successore e diviene il suo maestro. Da quel momento Beck diventa il "Ribelle".

## Videogiochi

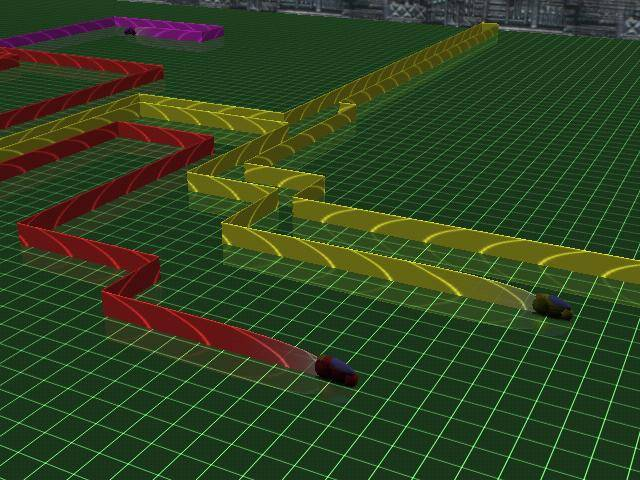
Una scena d'azione del videogioco Armagetron

Rappresentazione dei "muri" che le Light Cycle si lasciano alle spalle

### Ufficiali
- Tron (1982)
- Tron: Deadly Discs (1982)
- Adventures of Tron (1982)
- Discs of Tron (1983)
- Tron: Solar Sailer (1983)
- Tron 2.0 (2003)
- Space Paranoids (2009)
- Tron: Evolution (2010)
- Tron Evolution: Battle Grids (2010)
- Tron RUN/r (2016)
- Tron: Identity (2023)
- Tron: Catalyst (2025)

### Non ufficiali
- Tron: Light Cycles (1982) per DOS
- Tron: Journey to the MCP (1982)
- Escape MCP per Commodore VIC-20, Commodore 64 e ZX Spectrum (1983)
- Tron (1992) per DOS
- GLtron (1998)
- Armagetron Advanced (2001)
- Tron: Light Cycle Game (2001) per Commodore PET
- Kingdom Hearts II (2005)
- Kingdom Hearts 3D: Dream Drop Distance (2012)

### Arcade game
- Tron: Legacy (Stern Pinball, 2011)

## Opere derivate

### Fumetti
- Tron 2.0: Derezzed (2003)
- Tron: The Ghost in the Machine (2006)
- Tron: Betrayal (2010)
- Tron: Legacy (2011) – manga

### Romanzi
- The Art of Tron
- Tron: A Pop-Up Book
- Tron: The Storybook
- The Story of Tron
- The Making of Tron: How Tron Changed Visual Effects and Disney Forever
- Tron: The Junior Novel
- Tron: Legacy - Derezzed
- Tron: Legacy - Out of the Dark
- Tron: Legacy - It's Your Call: Initiate Sequence
- The Art of Tron: Legacy
- Tron Legacy: The Movie Storybook

## Personaggi e interpreti

Costumi dei personaggi della realtà virtuale di Tron del 1982

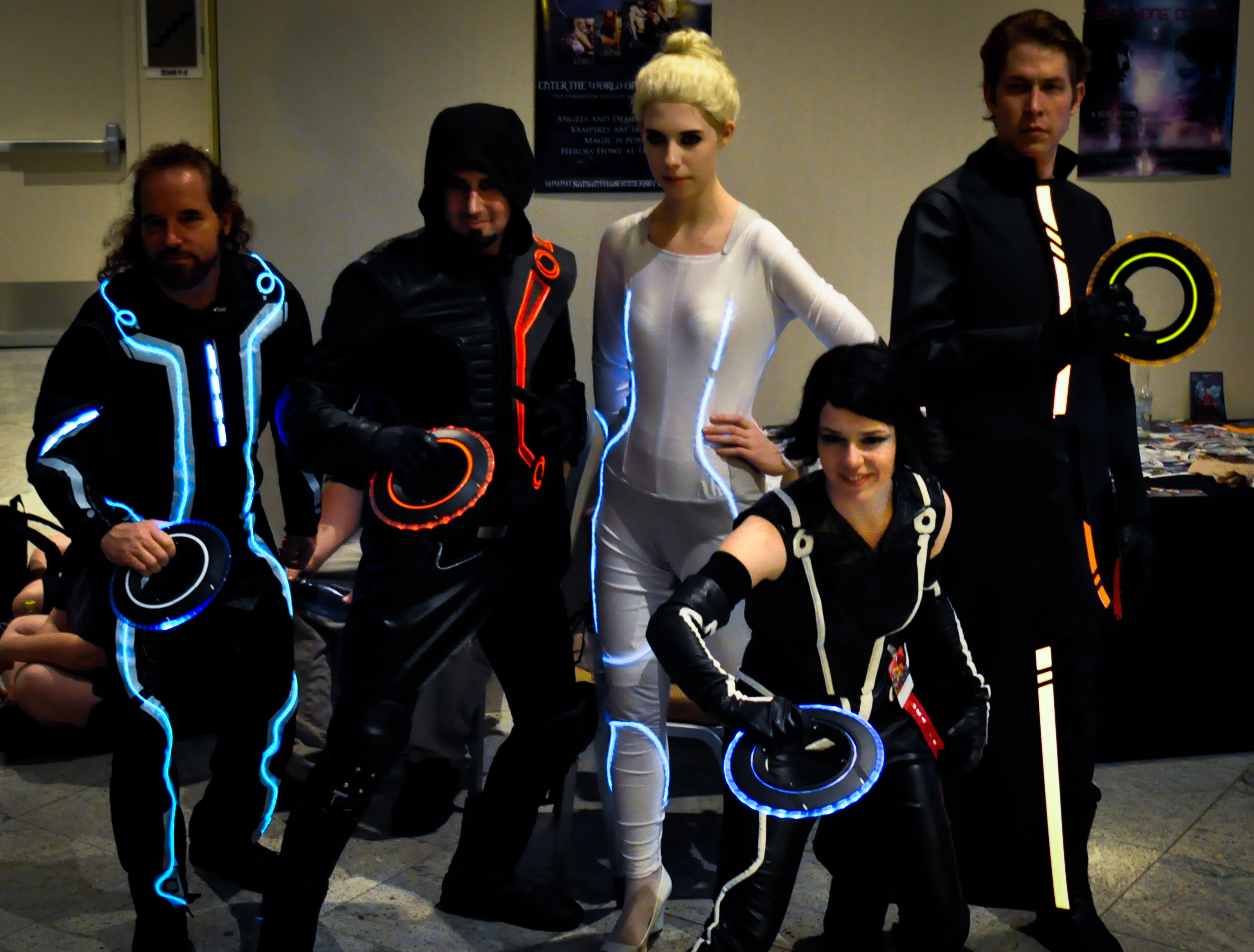
Cosplayer con i costumi dei personaggi della realtà virtuale di Tron: Legacy del 2010

Questa sezione include i personaggi che sono apparsi nella serie:
- La cella vuota e grigia scura indica che il personaggio non è presente nel film.
- V indica un ruolo solo vocale.

| Personaggio                  | Film                     | Film                     | Film                     | Serie animate            |                          |
| Personaggio                  | Tron                     | Tron: Legacy             | Tron: Ares               | Tron - La serie          |                          |
| Creativi (persone reali)     | Creativi (persone reali) | Creativi (persone reali) | Creativi (persone reali) | Creativi (persone reali) | Creativi (persone reali) |
| ---------------------------- | ------------------------ | ------------------------ | ------------------------ | ------------------------ | ------------------------ |
| Kevin Flynn                  | Jeff Bridges             | Jeff Bridges             | Jeff Bridges             | Fred TatascioreV         |                          |
| Alan Bradley                 | Bruce Boxleitner         | Bruce Boxleitner         |                          |                          |                          |
| Lora                         | Cindy Morgan             |                          |                          |                          |                          |
| Walter Gibbs                 | Barnard Hughes           |                          |                          |                          |                          |
| Edward "Ed" Dillinger Sr.    | David Warner             |                          |                          |                          |                          |
| Sam Flynn                    |                          | Garrett Hedlund          |                          |                          |                          |
| Richard Mackey               |                          | Jeffrey Nordling         |                          |                          |                          |
| Edward Dillinger Jr.         |                          | Cillian Murphy           |                          |                          |                          |
| Eve Kim                      |                          |                          | Greta Lee                |                          |                          |
| Julian Dillinger             |                          |                          | Evan Peters              |                          |                          |
| Elisabeth Dillinger          |                          |                          | Gillian Anderson         |                          |                          |
| Programmi                    |                          |                          |                          |                          |                          |
| Tron                         | Bruce Boxleitner         | Bruce Boxleitner         |                          | Bruce BoxleitnerV        |                          |
| Yori                         | Cindy Morgan             |                          |                          |                          |                          |
| Clu                          | Jeff Bridges             |                          |                          |                          |                          |
| Dumont                       | Barnard Hughes           |                          |                          |                          |                          |
| Master Control Program (MCP) | David WarnerV            |                          |                          |                          |                          |
| Comandante Sark              | David Warner             |                          |                          |                          |                          |
| Ram                          | Dan Shor                 |                          |                          |                          |                          |
| Crom                         | Peter Jurasik            |                          |                          |                          |                          |
| Quorra                       |                          | Olivia Wilde             |                          | Olivia WildeV            |                          |
| Clu 2.0                      |                          | Jeff Bridges             |                          | Fred TatascioreV         |                          |
| Rinzler                      |                          | Bruce Boxleitner         |                          |                          |                          |
| Jarvis                       |                          | James Frain              |                          |                          |                          |
| Gem                          |                          | Beau Garrett             |                          |                          |                          |
| Castor Zuse                  |                          | Michael Sheen            |                          |                          |                          |
| Bartik                       |                          | Conrad Coates            |                          | Donald FaisonV           |                          |
| Ares                         |                          |                          | Jared Leto               |                          |                          |
| Athena                       |                          |                          | Jodie Turner-Smith       |                          |                          |
| Beck il "Ribelle"            |                          |                          |                          | Elijah WoodV             |                          |
| Mara                         |                          |                          |                          | Mandy MooreV             |                          |
| Zed                          |                          |                          |                          | Paul ReubensV            |                          |
| Generale Tesler              |                          |                          |                          | Lance HenriksenV         |                          |
| Paige                        |                          |                          |                          | Emmanuelle ChriquiV      |                          |
| Pavel                        |                          |                          |                          | Paul ReubensV            |                          |
| Cyrus                        |                          |                          |                          | Aaron PaulV              |                          |
| Able                         |                          |                          |                          | Reginald VelJohnsonV     |                          |
| Rete                         |                          |                          |                          | Tricia HelferV           |                          |
| Dyson                        |                          |                          |                          | John GloverV             |                          |
| Hopper                       |                          |                          |                          | Paul ScheerV             |                          |
| Perl                         |                          |                          |                          | Kate MaraV               |                          |
| Keller                       |                          |                          |                          | Marcia Gay HardenV       |                          |
| Cutler                       |                          |                          |                          | Lance ReddickV           |                          |
| Link                         |                          |                          |                          | David ArquetteV          |                          |
| Gorn                         |                          |                          |                          | Kathryn HunterV          |                          |

### Creativi (persone reali)
- Kevin Flynn, interpretato da Jeff Bridges, doppiato in italiano da Claudio Sorrentino in Tron e da Rodolfo Bianchi in Tron: Legacy.
Kevin Flynn è il protagonista della serie, ed è un ex brillante programmatore di videogiochi della ENCOM, dalla quale si è licenziato per aprire una propria sala giochi.
- Alan Bradley interpretato da Bruce Boxleitner, doppiato in italiano da Antonio Colonnello in Tron e da Luca Biagini in Tron: Legacy e Tron - La serie.
Alan è un programmatore della ENCOM che sta progettando un programma di controllo, in grado di sconfiggere l'MPC. In Tron: Legacy diviene il nuovo presidente della compagna quando Kevin Flynn muore e il figlio Sam ritorna dalla Rete.
- Lora, interpretata da Cindy Morgan, doppiata da Stefania Giacarelli in Tron.
Lora è un'assistente di laboratorio del Dr. Walter Gibbs, che lavora con lui allo scanner laser.
- Dr. Walter Gibbs, interpretato da Barnard Hughes, doppiato in italiano da Mario Milita in Tron.
Gibbs è un anziano tecnico della ENCOM che ha creato uno scanner laser in grado di "smontare" gli oggetti trasformandoli in dati da utilizzare all'interno del Sistema.
- Edward "Ed" Dillinger Sr., interpretato da David Warner, doppiato da Dario Penne in Tron.
È il potente e corrotto presidente della ENCOM, che ha scritto il programma Sark e si è fatto aiutare da una malvagia e tirannica intelligenza artificiale, conosciuta come il Master Control Program (MCP), nella sua ascesa ai vertici della compagnia, dopo aver rubato i programmi scritti da Kevin Flynn e averli fatti credere propri.
- Sam Flynn, interpretato da Garrett Hedlund, doppiato in italiano da Andrea Mete in Tron: Legacy.
Sam è il protagonista del secondo film, ed è il figlio di Kevin, ragazzo scapestrato, proprietario della ENCOM, dopo la scomparsa del padre.
- Edward Dillinger Jr., interpretato da Cillian Murphy, doppiato in italiano da Emiliano Coltorti in Tron: Legacy.
Edward è il figlio di Ed Dillinger Sr.. Nel 2010 è membro del consiglio di amministrazione della ENCOM e ha assunto la direzione dello sviluppo della ENCOM OS 12 (precedentemente noto come il Flynn OS).

### Programmi
- Tron, interpretato da Bruce Boxleitner, che lo doppia originalmente anche in Tron - La serie, doppiato in italiano da Antonio Colonnello in Tron e da Luca Biagini in Tron: Legacy e Tron - La serie.
Tron è il protagonista della realtà virtuale dell'omonima serie ed è lui che con i dati scritti da Alan, di cui ha le sembianze, sconfiggerà l'MPC riportando la libertà nel Sistema. In Tron: Legacy Tron è uno dei programmi che Kevin Flynn porta con sé nella Rete, dove vuole costruire il proprio mondo ideale, assieme a Clu 2.0, unendosi a quest'ultimo dopo essere stato sconfitto durante la ribellione dei programmi. Nella serie animata Tron - La serie è il protettore originale della Rete in cui viene creduto che fosse cancellato da CLU 2.0, ma tuttavia sopravvisse a quella battaglia con gravi ferite. Tron ora incapace di difendere la Rete a causa delle cicatrici, cerca un nuovo protettore e trova Beck, e così lo addestra. Prima di trovare Beck aveva controllato tutto il sistema per trovare il prossimo Guardiano della Rete. Nell'episodio Cicatrici si scopre che Dyson gli ha anche sfregiato la parte sinistra del viso. In seguito viene completamente guarito nel "Terminale".
- Yori, interpretata da Cindy Morgan, doppiata da Stefania Giacarelli in Tron.
Yori, controparte virtuale di Lora, è un programma amica di Tron.
- Clu, interpretato da Jeff Bridges, doppiato in italiano da Claudio Sorrentino in Tron.
Clu è un programma, controparte nel mondo virtuale di Kevin Flynn e da questi scritto per recuperare la prova che i videogiochi da lui scritti, quale soprattutto Space Paranoids, sono stati scritti da lui e non da Dillinger.
- Dumont, interpretato da Barnard Hughes, doppiato in italiano da Mario Milita in Tron.
Dumont, che ha le sembianze del Dr. Walter Gibbs, è un guardiano della torre di comunicazione che permette a Tron di interfacciarsi con Alan in modo da ricevere i dati che gli permetteranno di sconfiggere l'MCP.
- Master Control Program (MCP), doppiato da David Warner in Tron e da Mario Bardella nell'edizione italiana.
Antagonista principale del primo film e del videogioco Tron 2.0, il Master Control Program è originalmente un programma di scacchi, scritto dal corrotto dirigente Ed Dillinger Sr., divenuto un totalitario senziente, malvagio, crudele, ambizioso, pericoloso e tirannico, e che ha preso il comando dell'intero Sistema, progettando di invadere anche reti esterne, imponendo di fatto una dittatura dove chi si ribella o non serve ai fini dell'MCP viene terminato nella Griglia Giochi.
- Sark, interpretato da David Warner, doppiato da Dario Penne in Tron.
Antagonista secondario del primo film, Sark è stato creato da Dillinger e ne ha le sembianze. Sark è il dispotico tiranno del Sistema e il braccio destro dell'MCP nel film Tron, che opera fedelmente agli ordini del suo padrone. Una volta sconfitto da Tron, viene "resuscitato" dall'MCP e reso più potente e gigantesco.
- Ram, interpretato da Dan Shor in Tron.
Ram è un "programma bancario di interessi composti" catturato dall'MCP perché fedele ai creativi e mandato a morire nella rete giochi, che si unisce a Kevin Flynn e Tron nella loro ribellione contro l'MCP, ma venendo sconfitto e ucciso da un carro armato durante la loro fuga dal Motolabirinto.
- Quorra, interpretata da Olivia Wilde, doppiata in italiano da Laura Lenghi in Tron: Legacy.
Quorra è una ISO (Isomorphic Algorithms), un impavida programma senziente evolutosi spontaneamente all'interno della Rete, ultima sopravvissuta della sua specie dopo che questa è stata sterminata da Clu 2.0. Quorra segue Sam nel mondo reale uscendo assieme a lui dalla Rete e trasformandosi in una persona reale.
- Clu 2.0, interpretato da Jeff Bridges, doppiato da Rodolfo Bianchi in Tron: Legacy.
Antagonista principale del secondo film, Clu 2.0 è un nuovo programma creato da Kevin Flynn quando progetta di creare il proprio mondo ideale all'interno della Rete, ma questi gli si ribella contro diventando il dispotico e spietato tiranno della Rete, da cui progetta di invadere il mondo reale con il proprio esercito di guardiani.
- Rinzler, interpretato da Bruce Boxleitner in Tron: Legacy.
Antagonista secondario del secondo film, Rinzler è stato creato da Clu 2.0 al suo servizio per combattere contro i creativi.
- Jarvis, interpretato da James Frain, doppiato in italiano da Angelo Maggi in Tron: Legacy.
Jarvis è il fedele servitore di Clu 2.0, ma conserva la fede nei creativi e alla fine non ostacola Kevin Flyn quando questi vuole tornare in possesso del proprio disco dati.
- Gem, interpretata da Beau Garrett, doppiata in italiano da Laura Latini in Tron: Legacy.
Gem è una sirena che lavora come assistente nell'armeria della Rete Giochi. In seguito aiuta Sam nella sua ricerca di Castor conducendolo da Zuse.
- Castor / Zuse, interpretato da Michael Sheen, doppiato in italiano da Christian Iansante in Tron: Legacy.
Zuse è il gestore di un locale esclusivo della Rete, dove accoglie Sam quando questi è alla ricerca di Castor, che gli rivela essere egli stesso.
- Beck il "Ribelle" (The Renegade), doppiato da Elijah Wood in Tron - La serie e da Davide Perino nell'edizione italiana.
Beck è il protagonista della serie animata, un giovane programma che guida una rivoluzione contro Clu. Viene allenato da Tron come suo successore in segreto per sconfiggere Tesler. Beck viene definito dagli altri programmi come "Tron" e/o il "Ribelle". Lavora come meccanico nell'officina di Able.
- Mara, doppiata da Mandy Moore in Tron - La serie e da Domitilla D'Amico nell'edizione italiana.
Mara è la migliore amica e collega di lavoro di Beck, Zed e Bodhi. Salvata all'inizio della serie da Beck, incomincia ad ammirare moltissimo il "Ribelle" (devota al ritorno di Tron) cercando anche, quando può, di ringraziarlo per il suo intervento. Cerca spesso di supportandolo apertamente e mettendo in discussione le notizie ufficiali che lo dipingono come un terrorista.
- Zed, doppiato da Paul Reubens in Tron - La serie e da Stefano Crescentini nell'edizione italiana.
Zed l'amico e collega di Beck, Mara e Bohdi. A causa del suo interesse romantico di vecchia data per Mara, Zed diventa geloso del suo supporto fanatico nei confronti del "Ribelle" e si oppone alle azioni estreme che vengono intraprese contro il regime stabilito. Beck spesso peggiora le cose sfruttando Zed mentre agisce come il "Ribelle", rafforzando i sentimenti di odio verso il "Ribelle" di Zed.
- Generale Tesler, doppiato da Lance Henriksen in Tron - La serie e da Ennio Coltorti nell'edizione italiana.
Antagonista principale della serie animata, Tesler è uno spietato e tirannico dittatore ai diretti comandi di CLU e, a differenza degli altri programmi, combatte con delle "mani" di energia allungabili a piacimento semi-indistruttibili. Tesler era stato inizialmente incaricato di eliminare le voci sulla sopravvivenza di Tron e di sopprimere le notizie sul ritorno di Tron. Raramente partecipa direttamente all'azione, ma quando lo fa si è dimostrato un abile combattente e tattico.
- Paige, doppiata da Emmanuelle Chriqui in Tron - La serie e da Ilaria Latini nell'edizione italiana.
Comandante di campo di Tesler, un giovane programma, abile come pilota e la prima che ha affrontato Beck in duello quando quest'ultimo era per la prima volta nei panni di Tron. È meno antagonista di Tesler e si interessa al nuovo Tron. Inizialmente un programma medico, Paige si offrì volontaria per essere riformattata come soldato dopo essere sopravvissuta a quello che credeva essere un attacco ISO, ignara del fatto che le uccisioni a cui aveva assistito fossero state commesse sotto gli ordini di Tesler.
- Pavel, doppiato da Paul Reubens in Tron - La serie e da Fabrizio Vidale nell'edizione italiana.
Pavel è il secondo in comando di Tesler. Sebbene Pavel sia stato con Tesler molto più a lungo di Paige, le sue tendenze sadiche e la mancanza di raffinatezza, spesso portano Paige a ricevere doveri che richiedono un'immagine pubblica più positiva. Ciò ha portato la lealtà di Pavel a Tesler ad essere allungata, oltre a danneggiare il suo rapporto di lavoro con Paige.
- Cyrus, doppiato da Aaron Paul in Tron - La serie.
Cyrus è il primo Ribelle di Tron. Dopo che Tron fu sconfitto da Dyson, Cyrus intervenneper salvare Tron. Cirus divenne quindi il primo "Ribelle" prima di Beck. Tuttavia, credeva che per liberare la Rete dovesse distruggerla. Tron, sconvolto dal fatto che Cyrus avesse visto le cose diversamente, imprigionò Cyrus in una crepa nella Rete, fornita da Able. Cyrus quindi incontra Beck e spiega che è stato il primo Ribelle. Cyrus usa Beck, insieme a se stesso, come carica della batteria per "liberare" in tal modo i programmi oppressi da Clu. Uscì dallo spazio compresso, ma ricadde quando Beck si liberò. Tuttavia, Cyrus riuscì a fuggire, e causò il caos sotto l'identità del Ribelle, incolpando i suoi crimini su Beck.
- Rete, doppiata da Tricia Helfer in Tron - La serie e da Francesca Fiorentini nell'edizione italiana.
L'impostazione principale dell'universo di Tron.
- Able, doppiato da Reginald VelJohnson in Tron - La serie e da Franco Zucca nell'edizione italiana.
Proprietario dell'officina (la migliore di Argon City) in cui lavorano Beck, Mara, Zed e Bohdi.
- Abraxas, doppiato da John Glover in Tron: Evolution e da Saverio Indrio nell'edizione italiana.
Antagonista principale del videogioco Tron: Evolution.
- Ares, interpretato da Jared Leto, doppiato in italiano da Emiliano Coltorti in Tron: Ares.
Un sofisticato programma super intelligente creato da Jilian Dillinger, ma ora è senza suo controllo che vuole vivere.

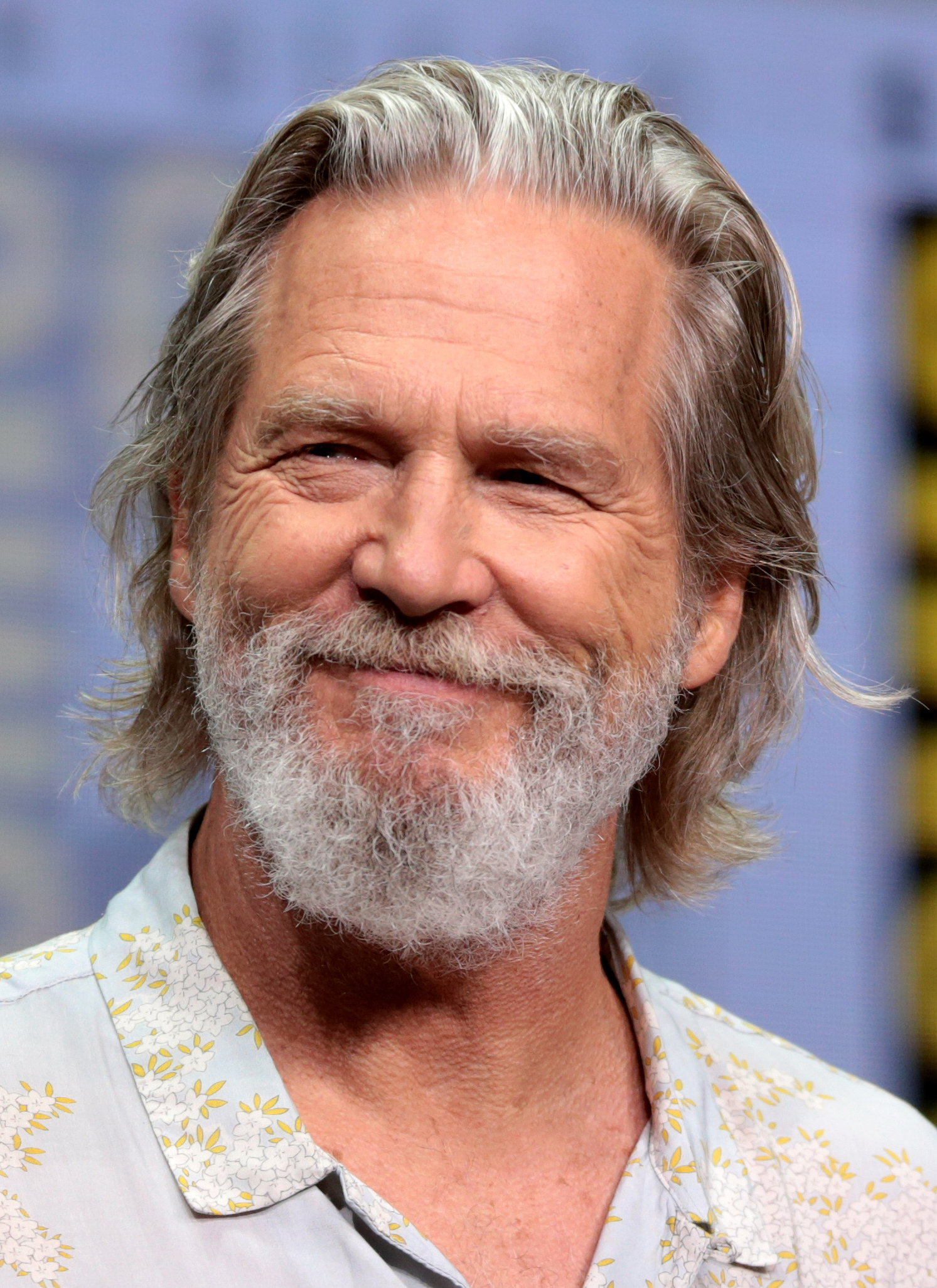
Jeff Bridges, interprete di Kevin Flynn, Clu e Clu 2.0
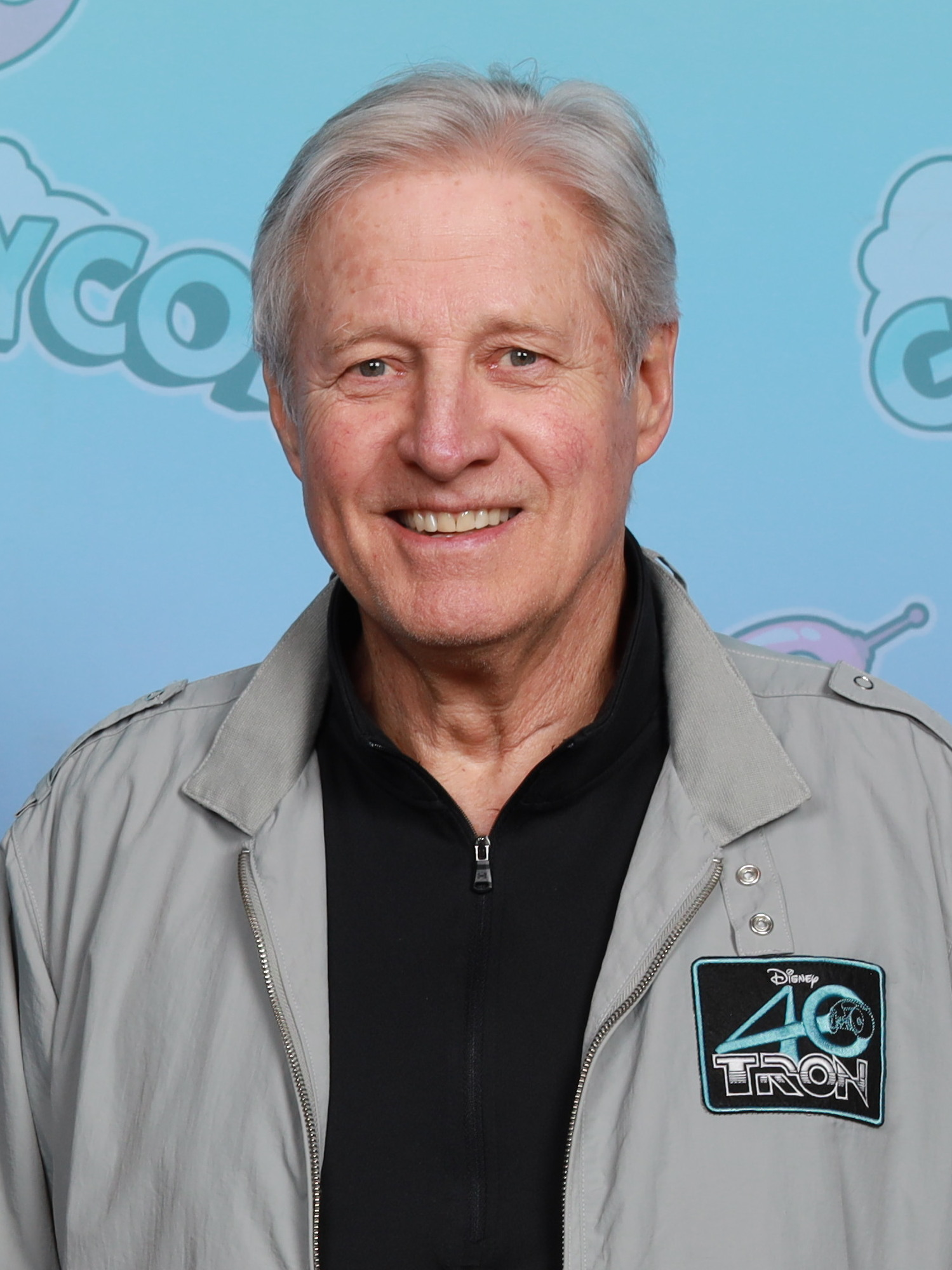
Bruce Boxleitner, interprete di Alan Bradley, Tron e Rinzler
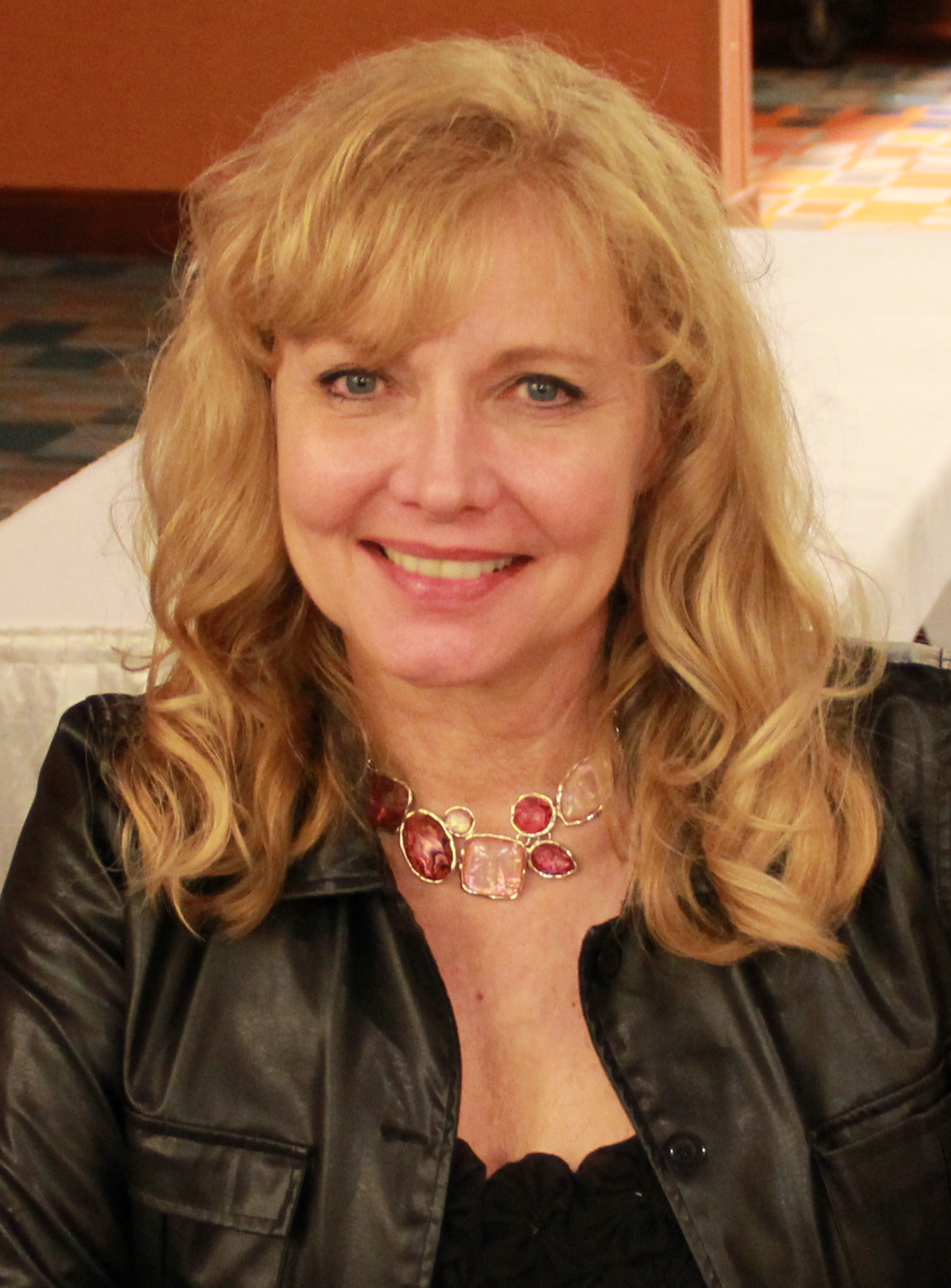
Cindy Morgan, interpre di Lora e Yori
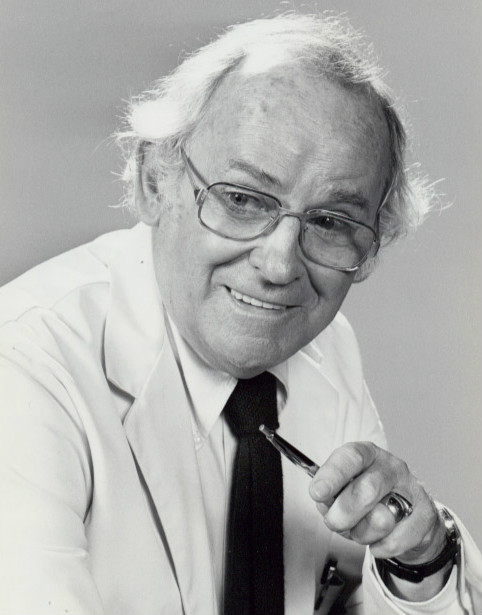
Barnard Hughes, interprete del Dr. Walter Gibbs e Dumont
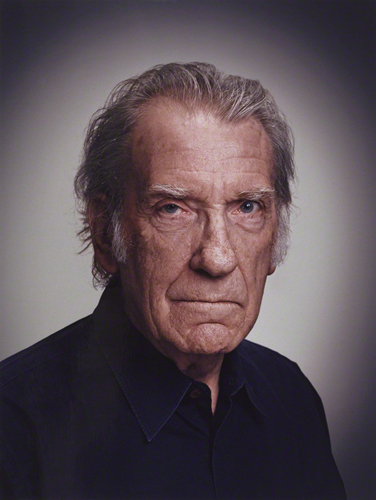
David Warner, interprete di Edward "Ed" Dillinger Sr. e il comandante Sark, e doppiatore originale dell'MCP
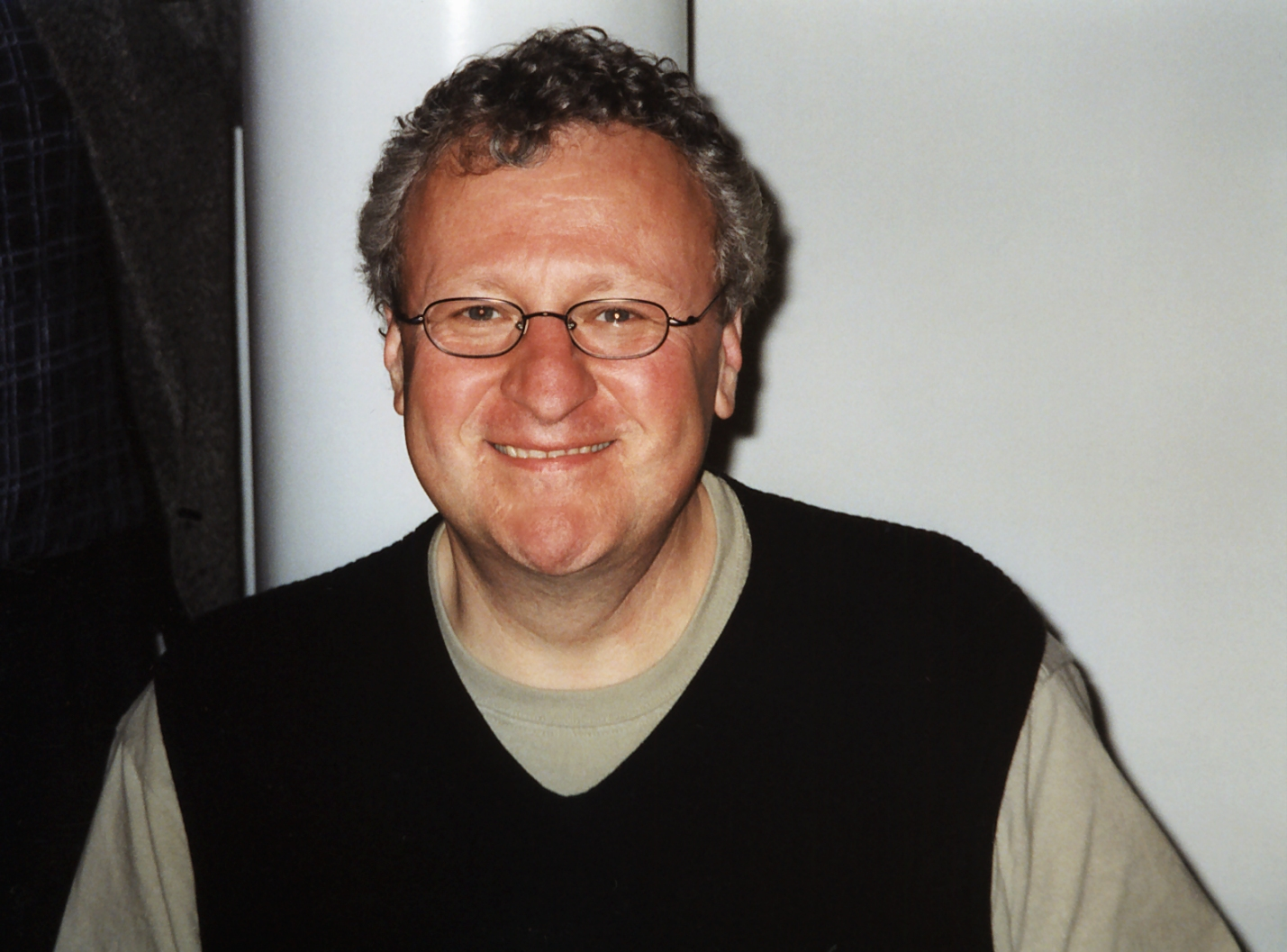
Peter Jurasik, interprete di Crom
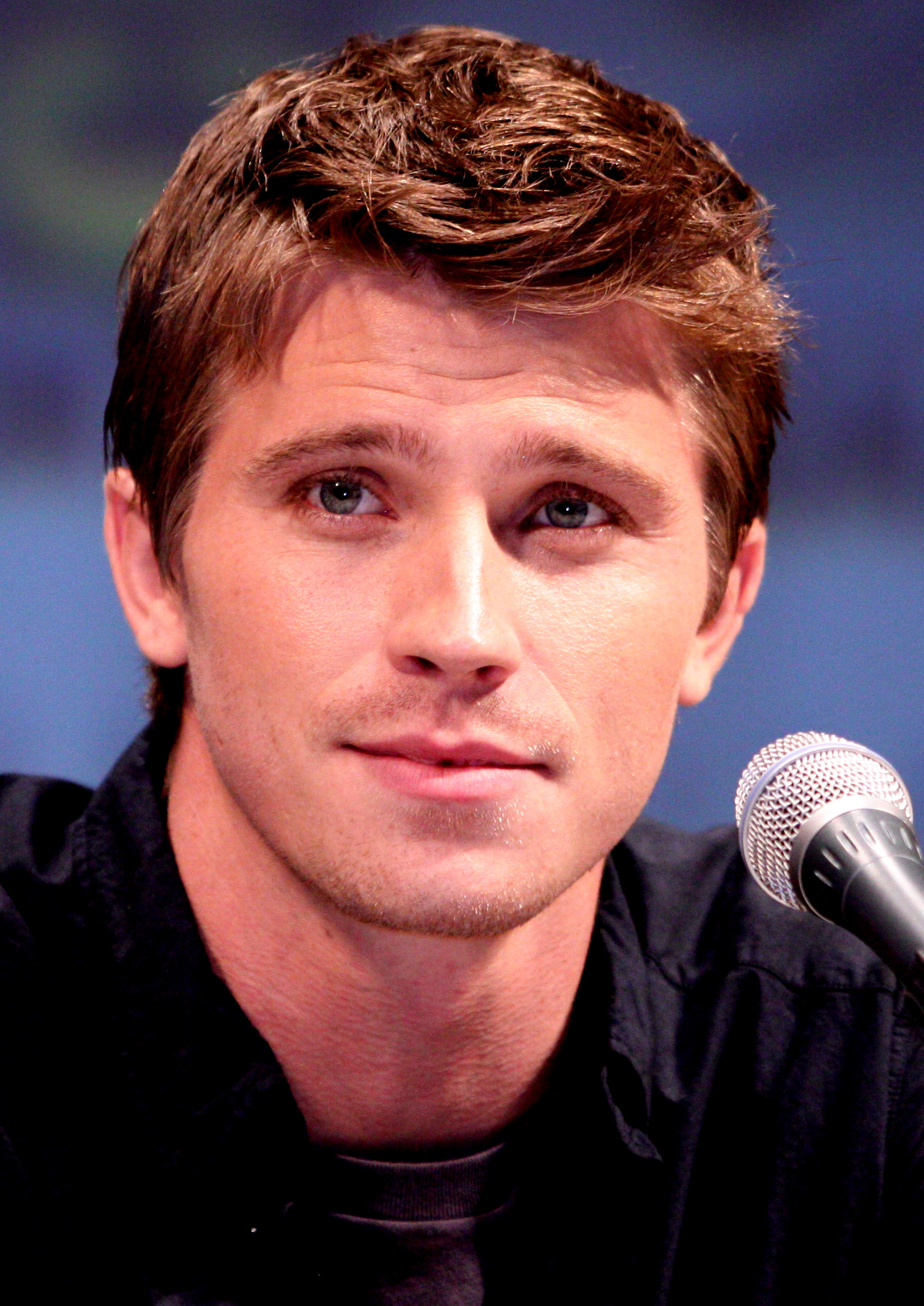
Garrett Hedlund, interprete di Sam Flynn
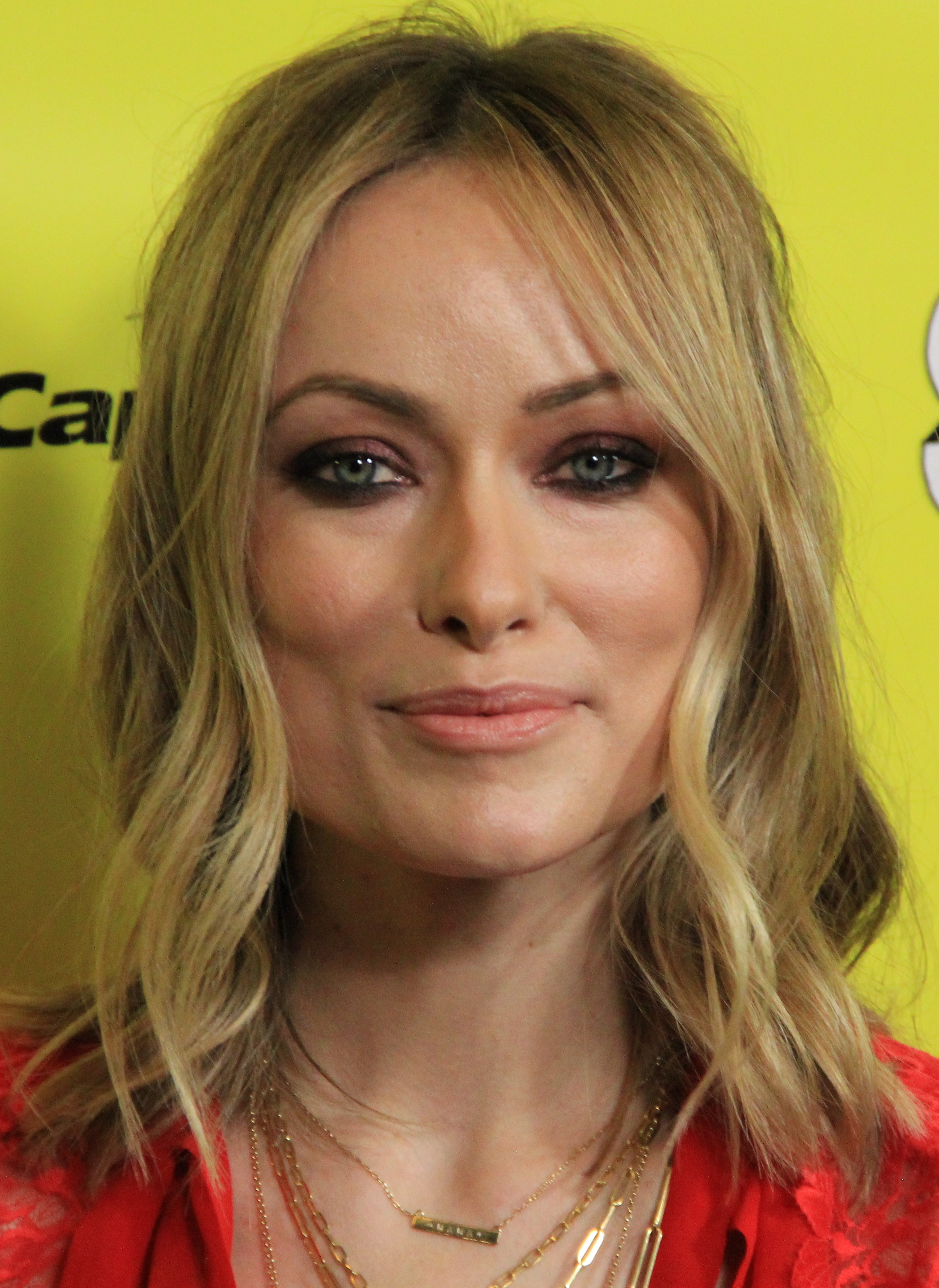
Olivia Wilde, interprete di Quorra
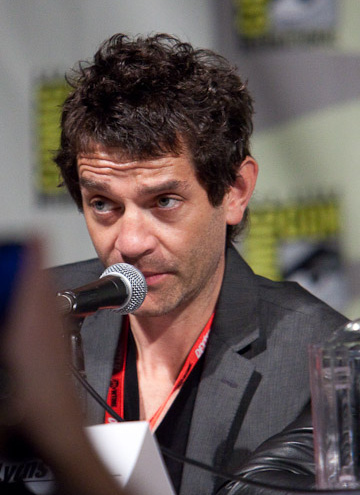
James Frain, interprete di Jarvis
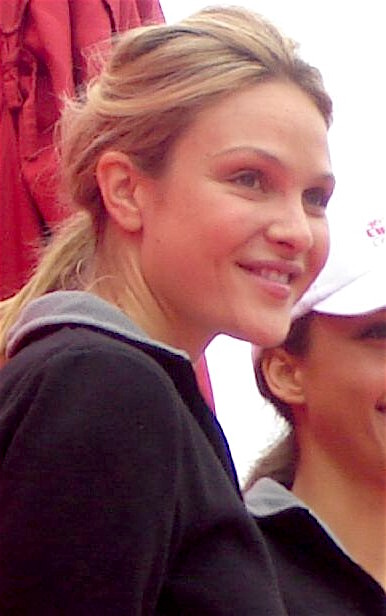
Beau Garrett, interprete di Gem
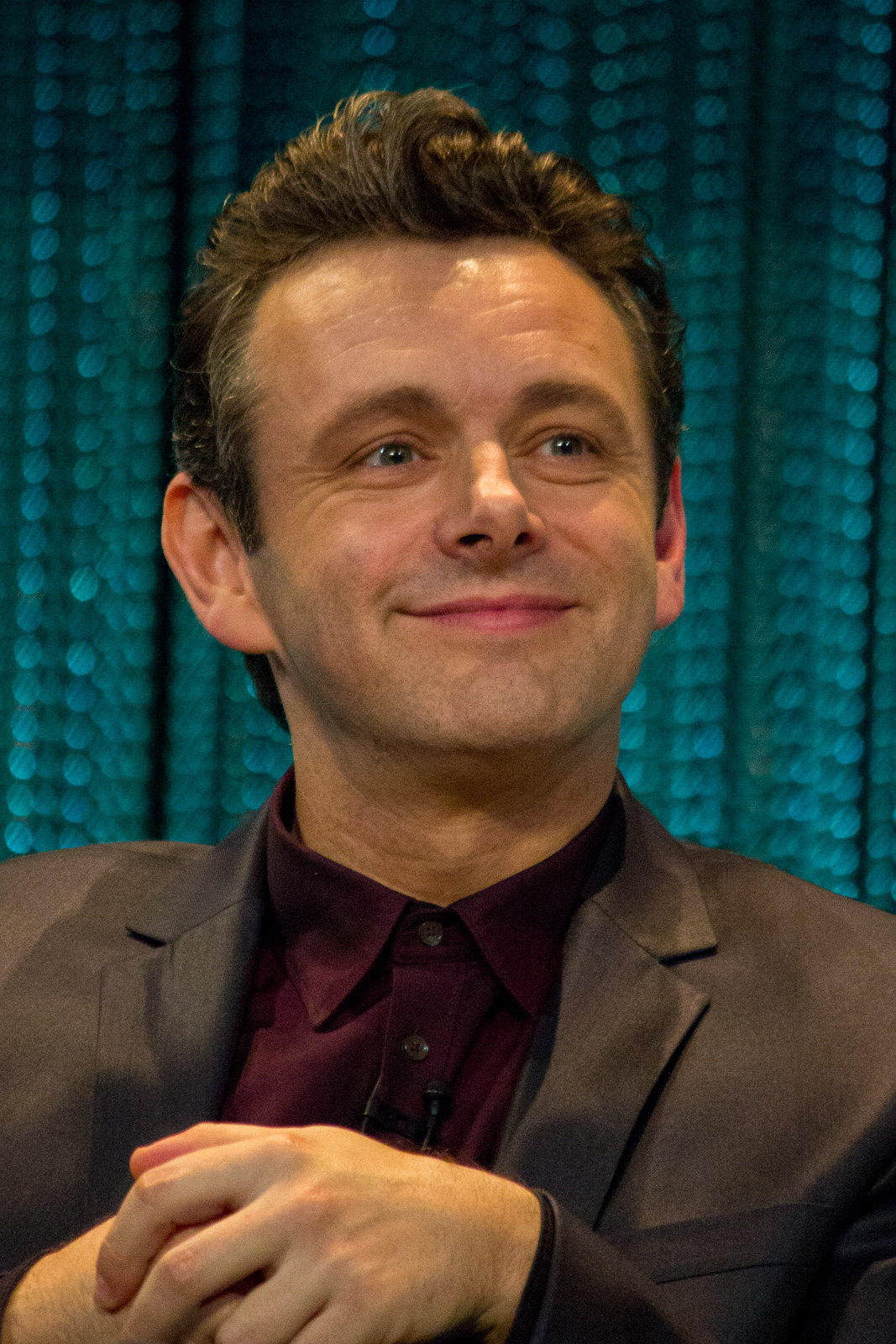
Michael Sheen, interprete di Castor / Zuse
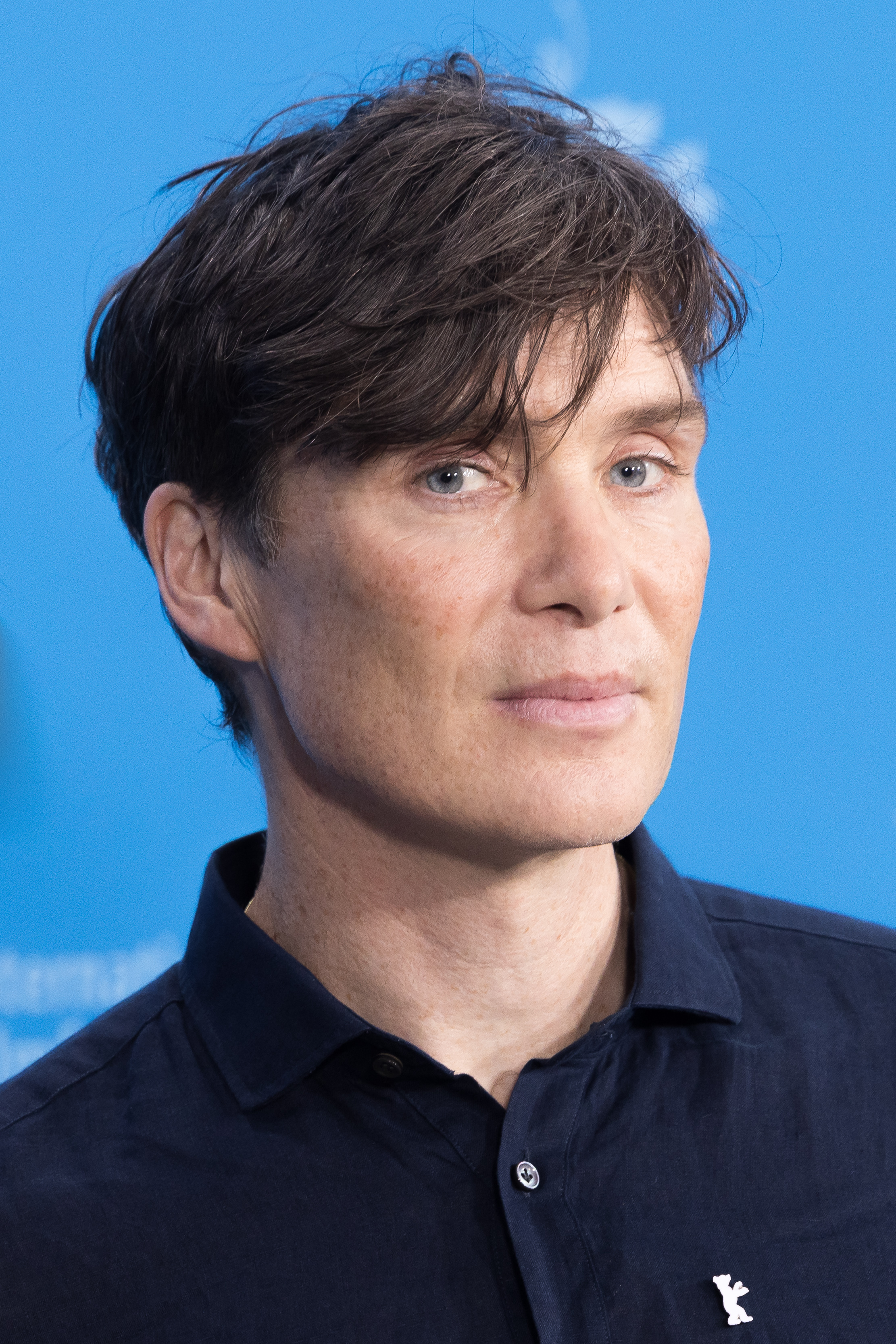
Cillian Murphy, interprete di Edward Dillinger Jr.
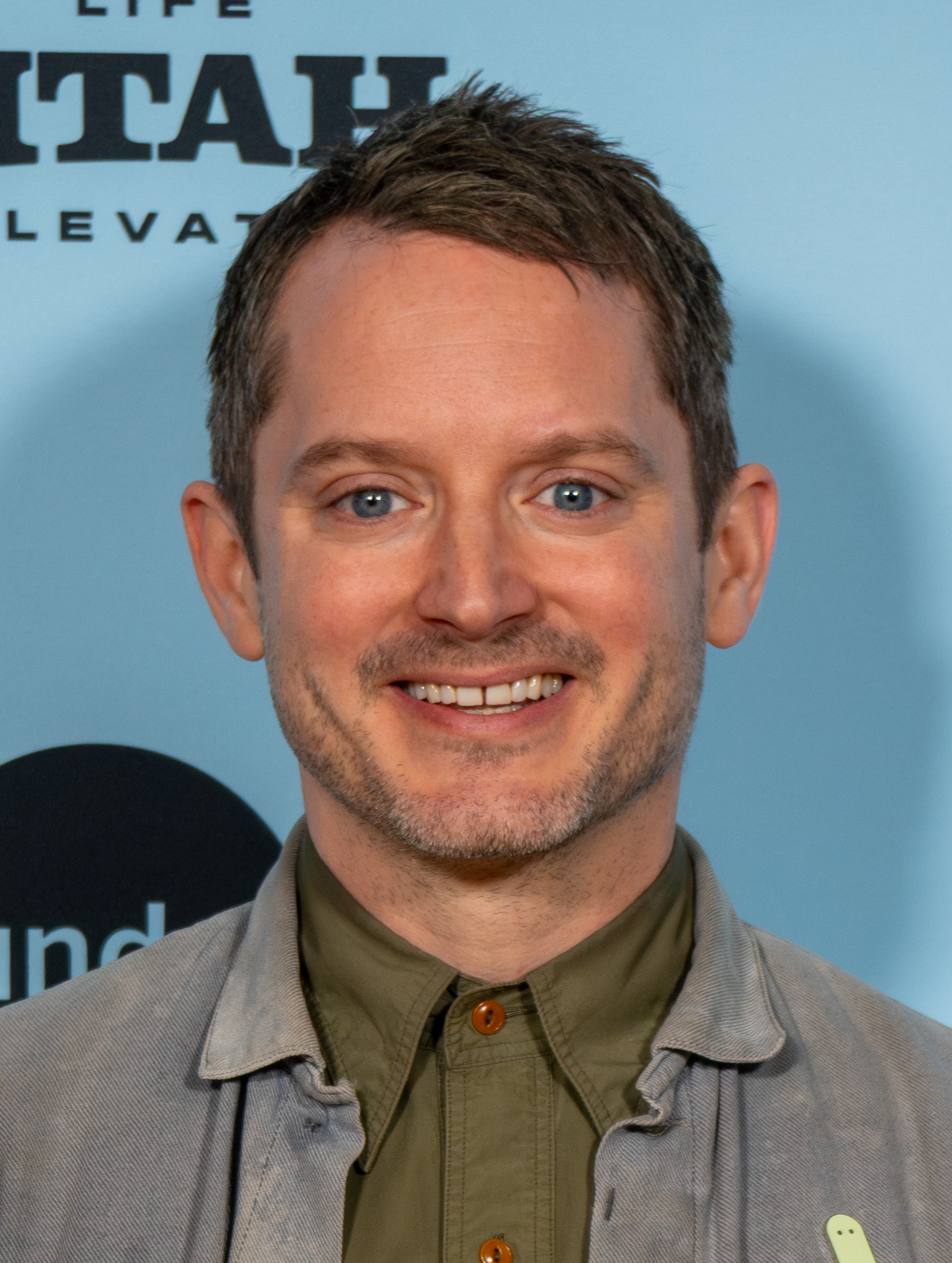
Elijah Wood, doppiatore originale di Beck il "Ribelle"
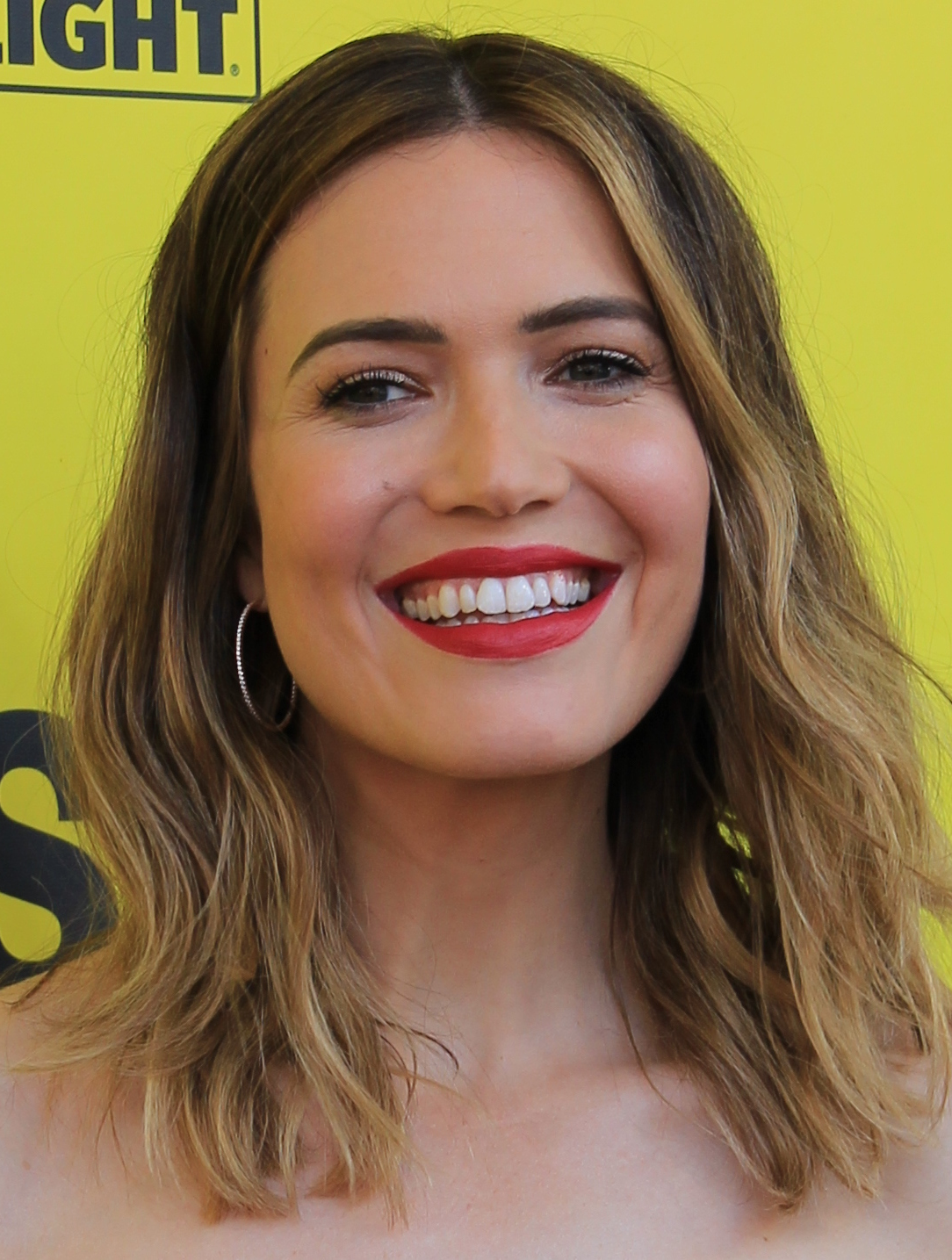
Mandy Moore, doppiatrice originale di Mara
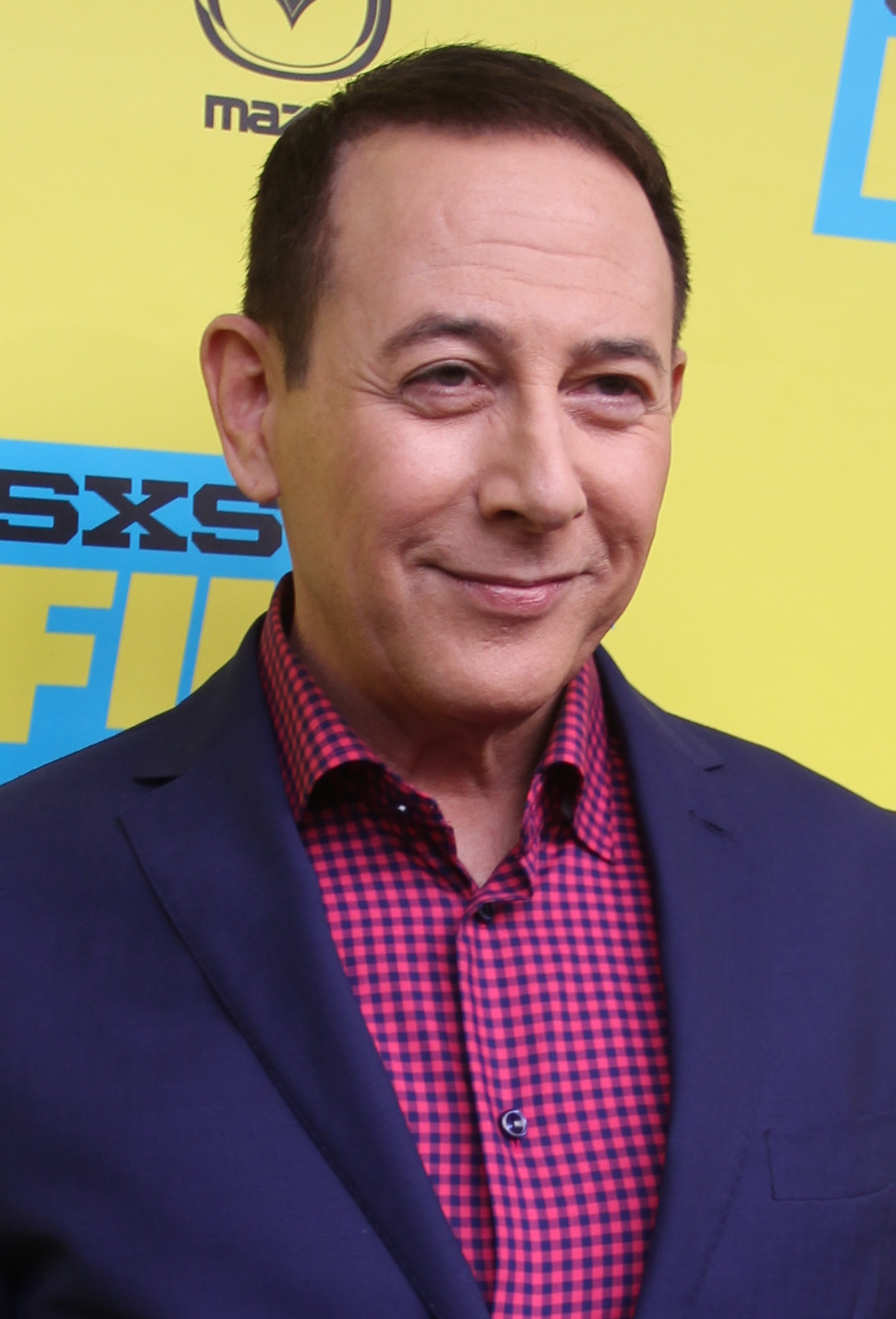
Paul Reubens, doppiatore originale di Zed e Pavel
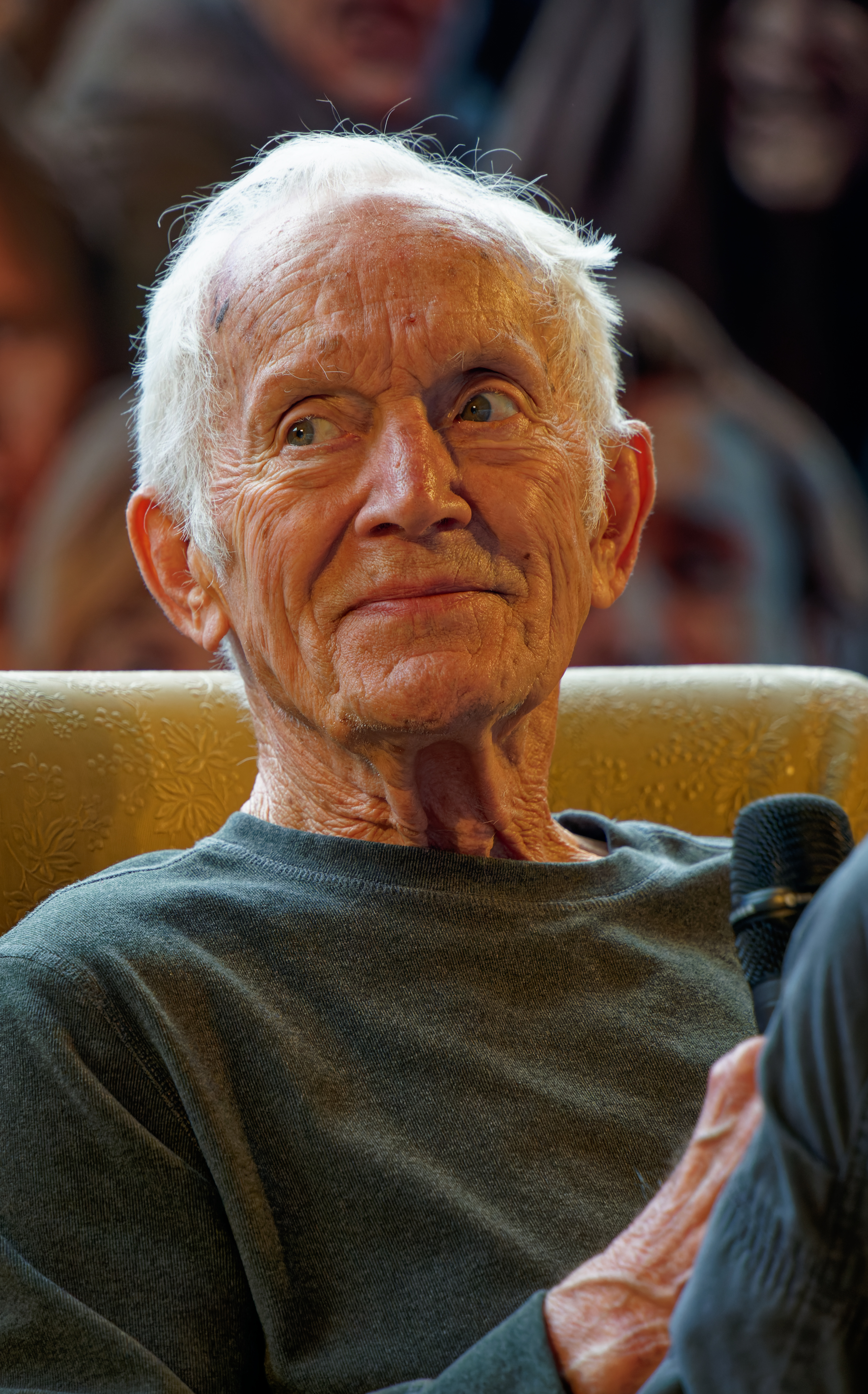
Lance Henriksen, doppiatore originale del Generale Tesler
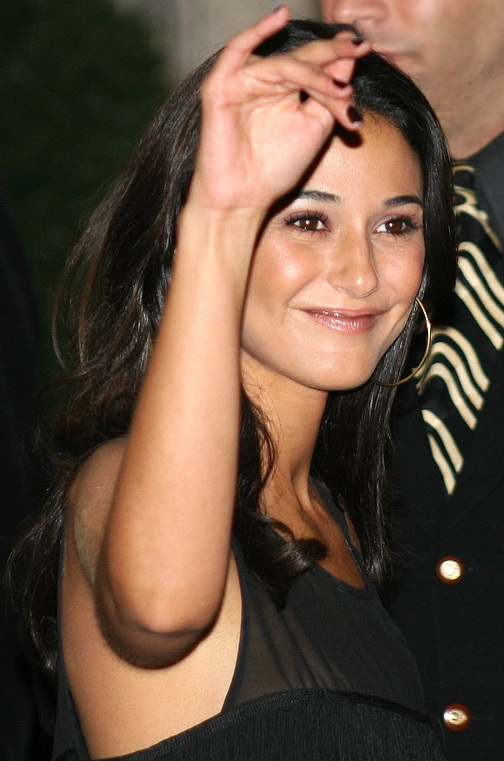
Emmanuelle Chriqui, doppiatrice originale di Paige
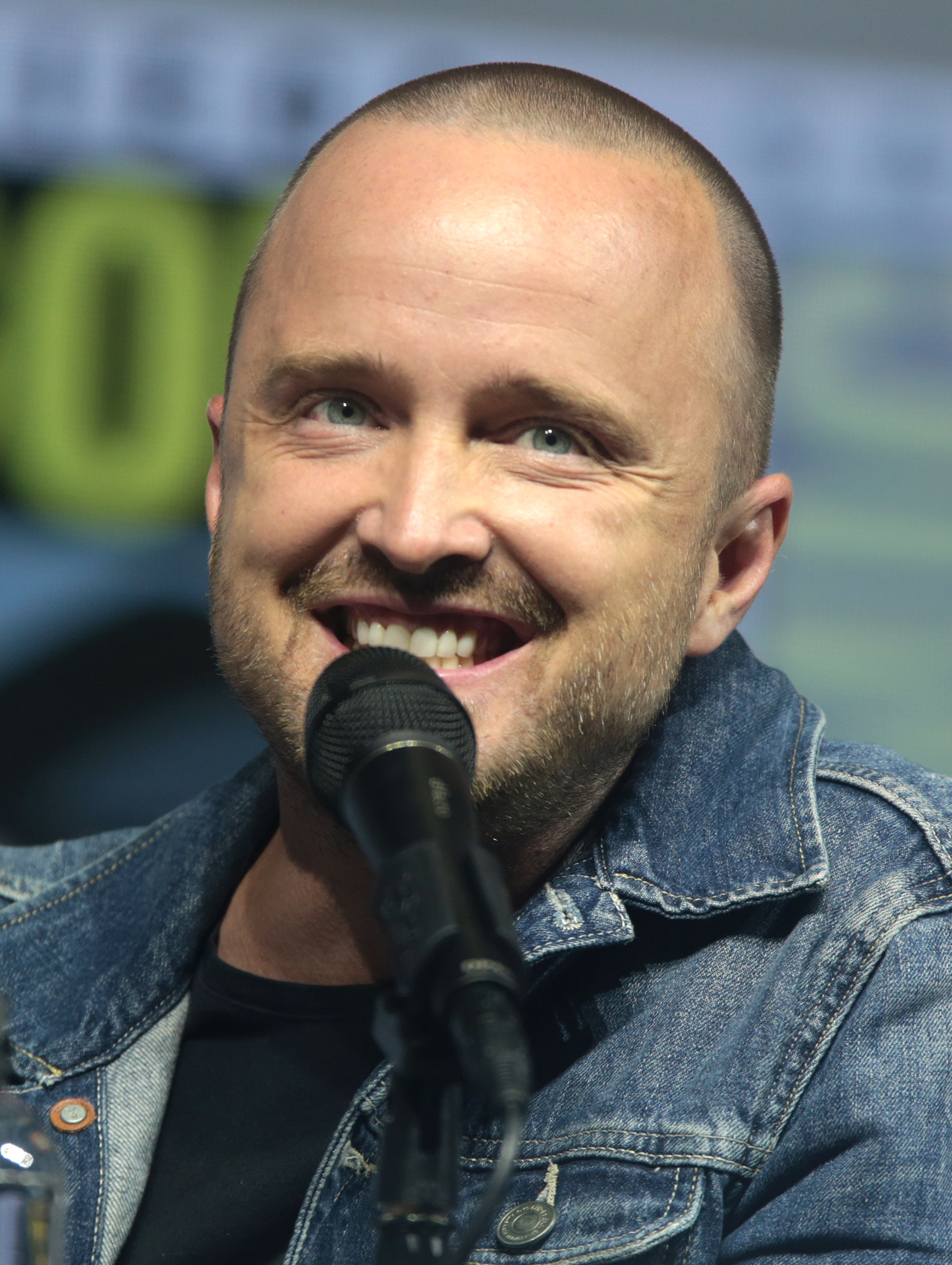
Aaron Paul, doppiatore originale di Cyrus
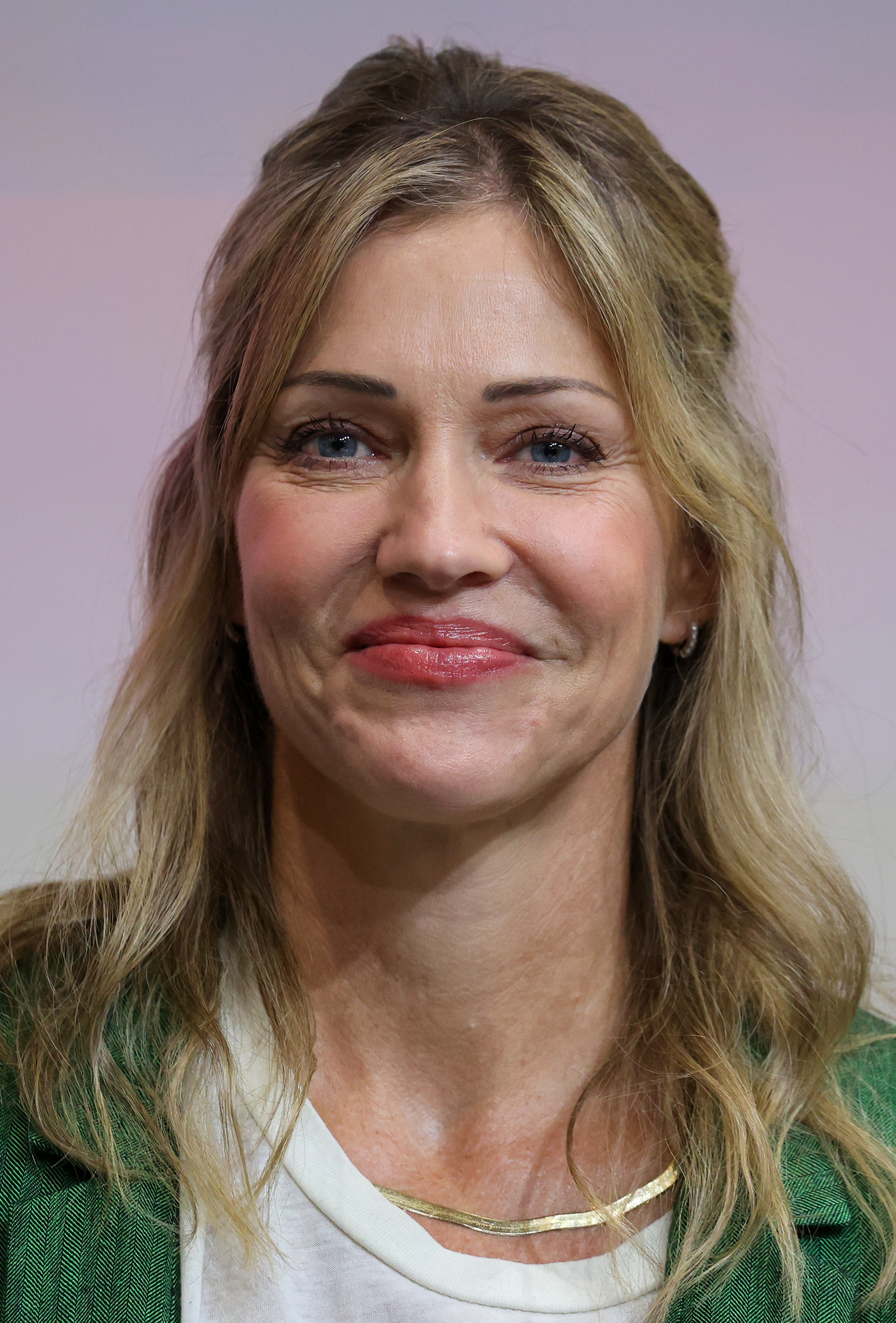
Tricia Helfer, doppiatrice originale della Rete
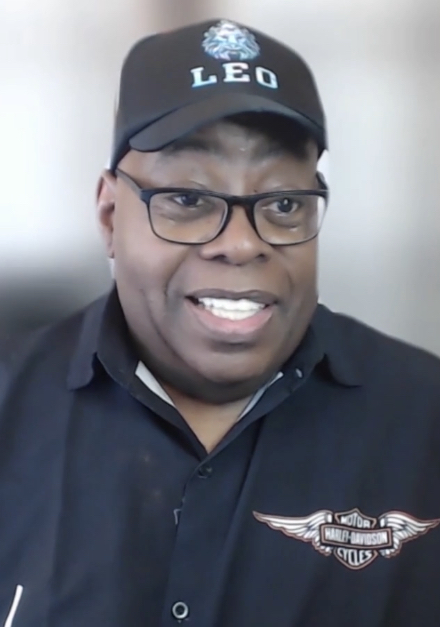
Reginald VelJohnson, doppiatore originale di Able
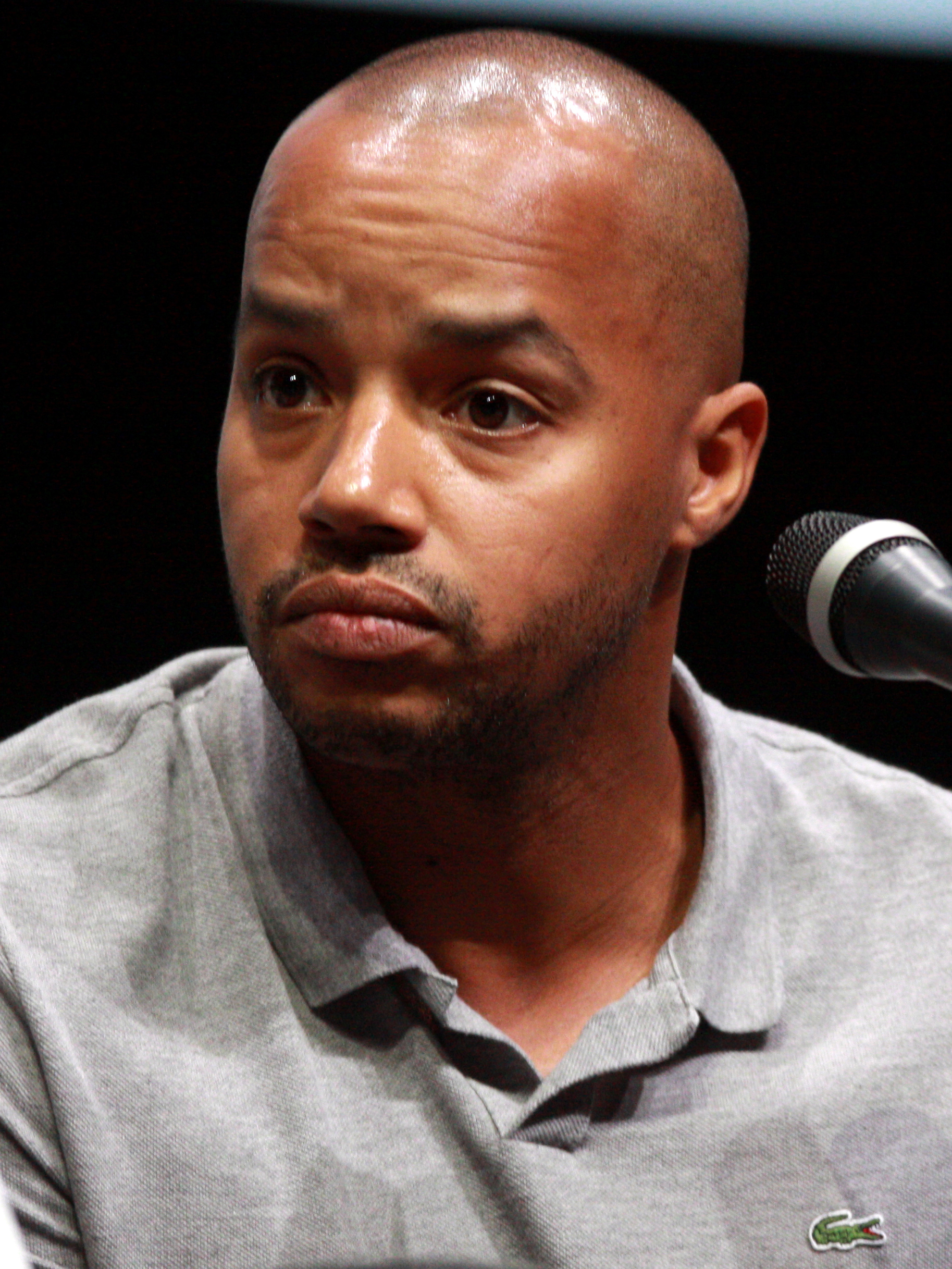
Donald Faison, doppiatore originale di Bartik
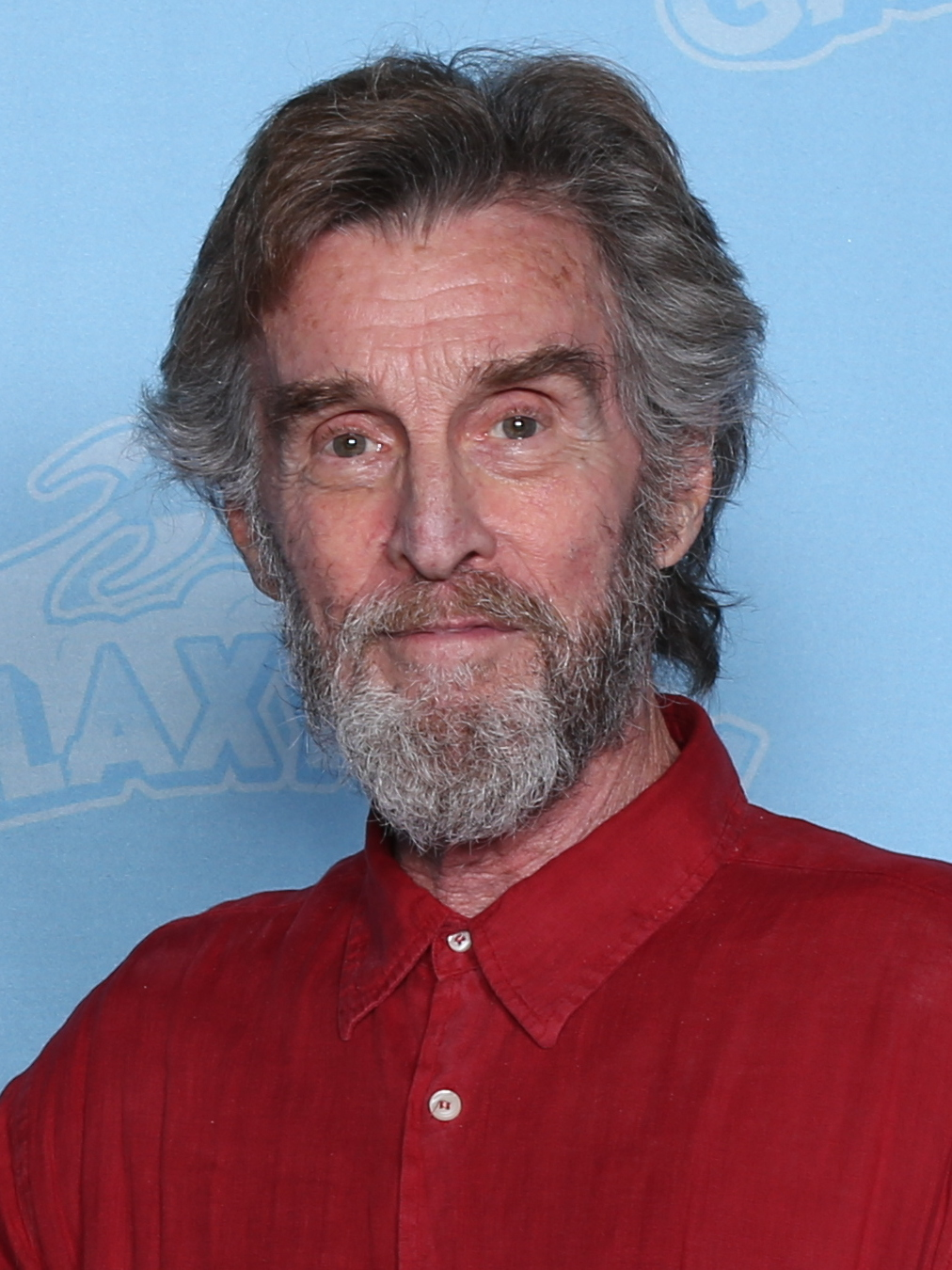
John Glover, doppiatore originale di Abraxas e Dyson
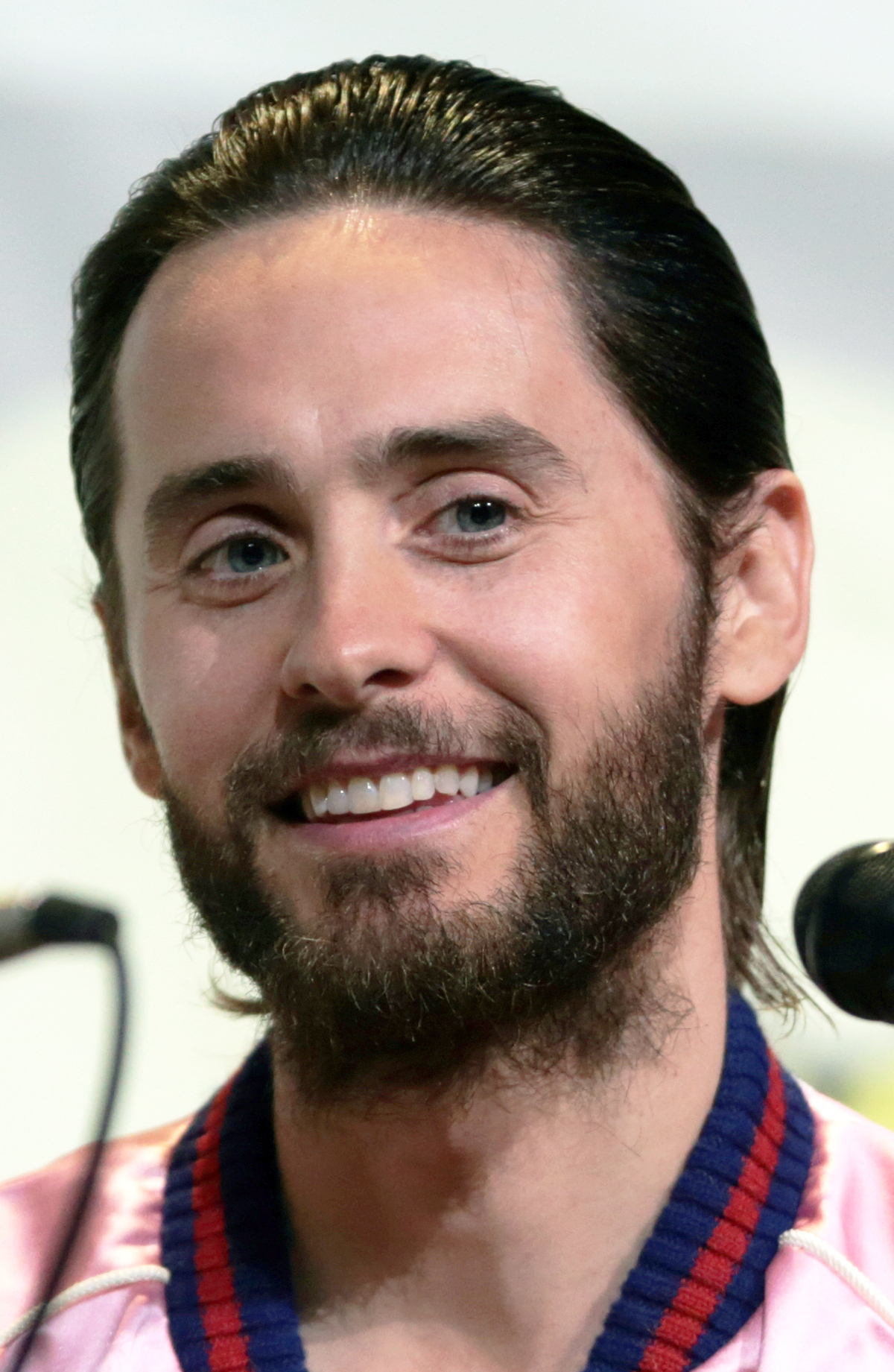
Jared Leto, interprete di Ares
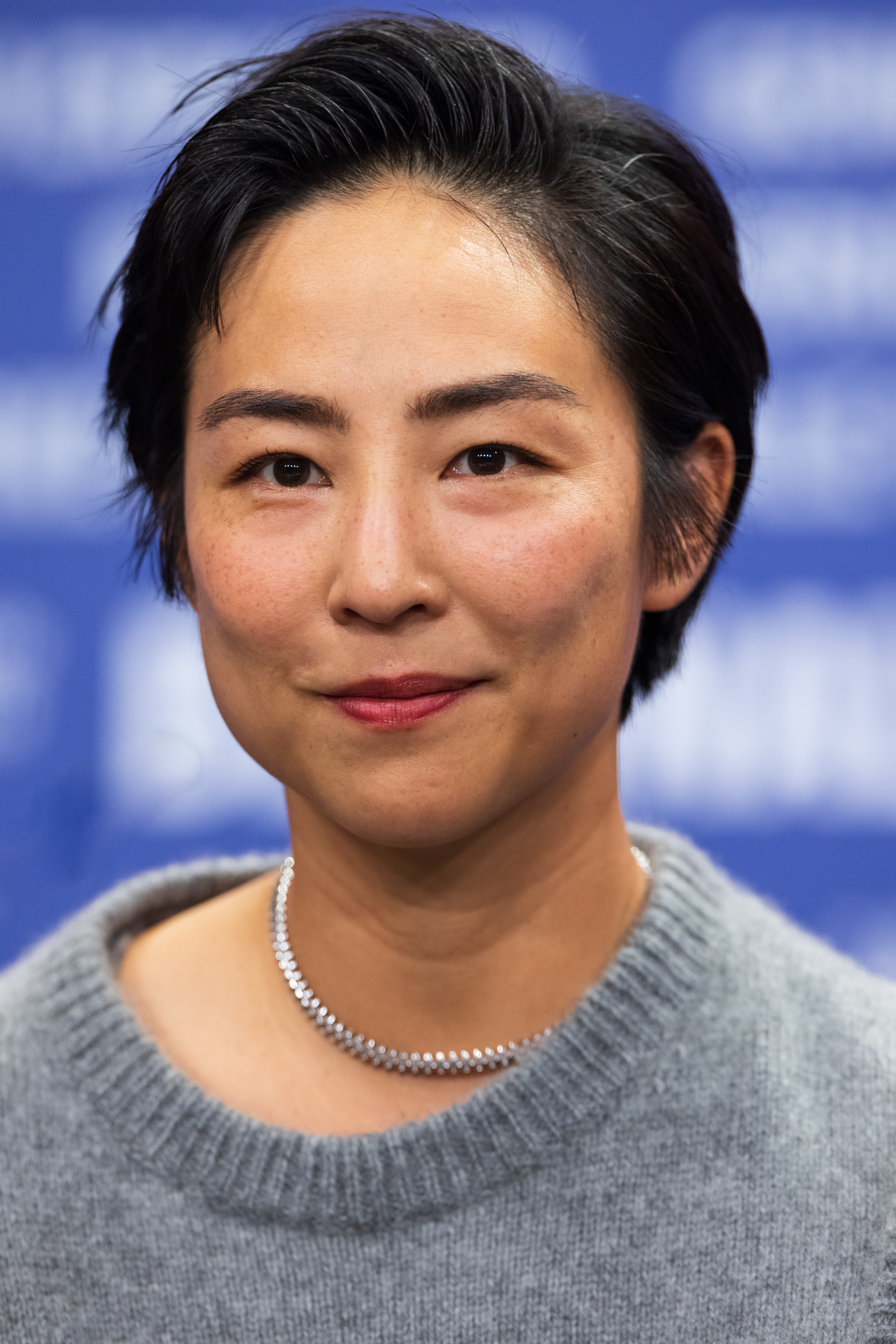
Greta Lee, interprete di Eve Kim
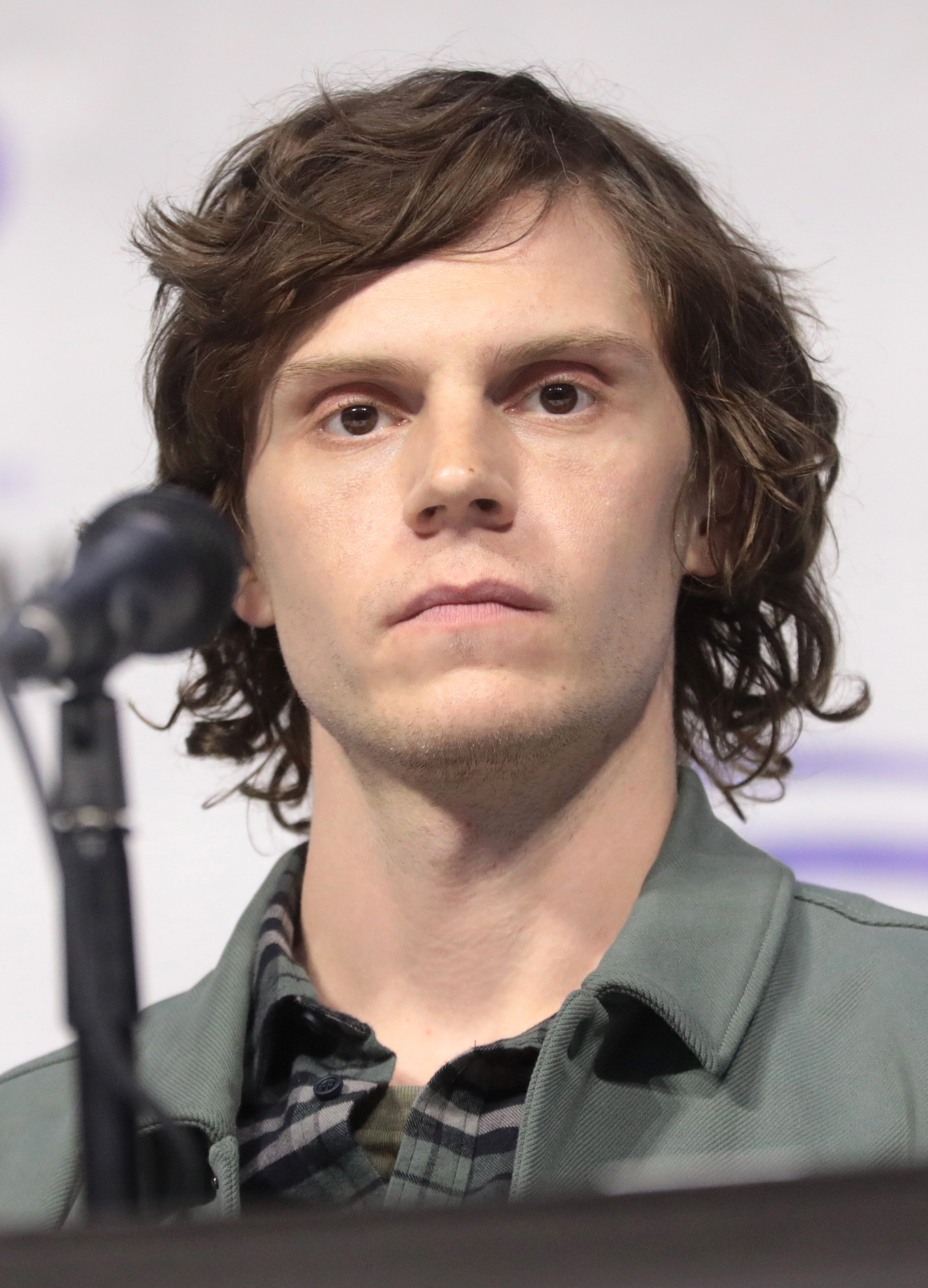
Evan Peters, interprete di Julian Dillinger
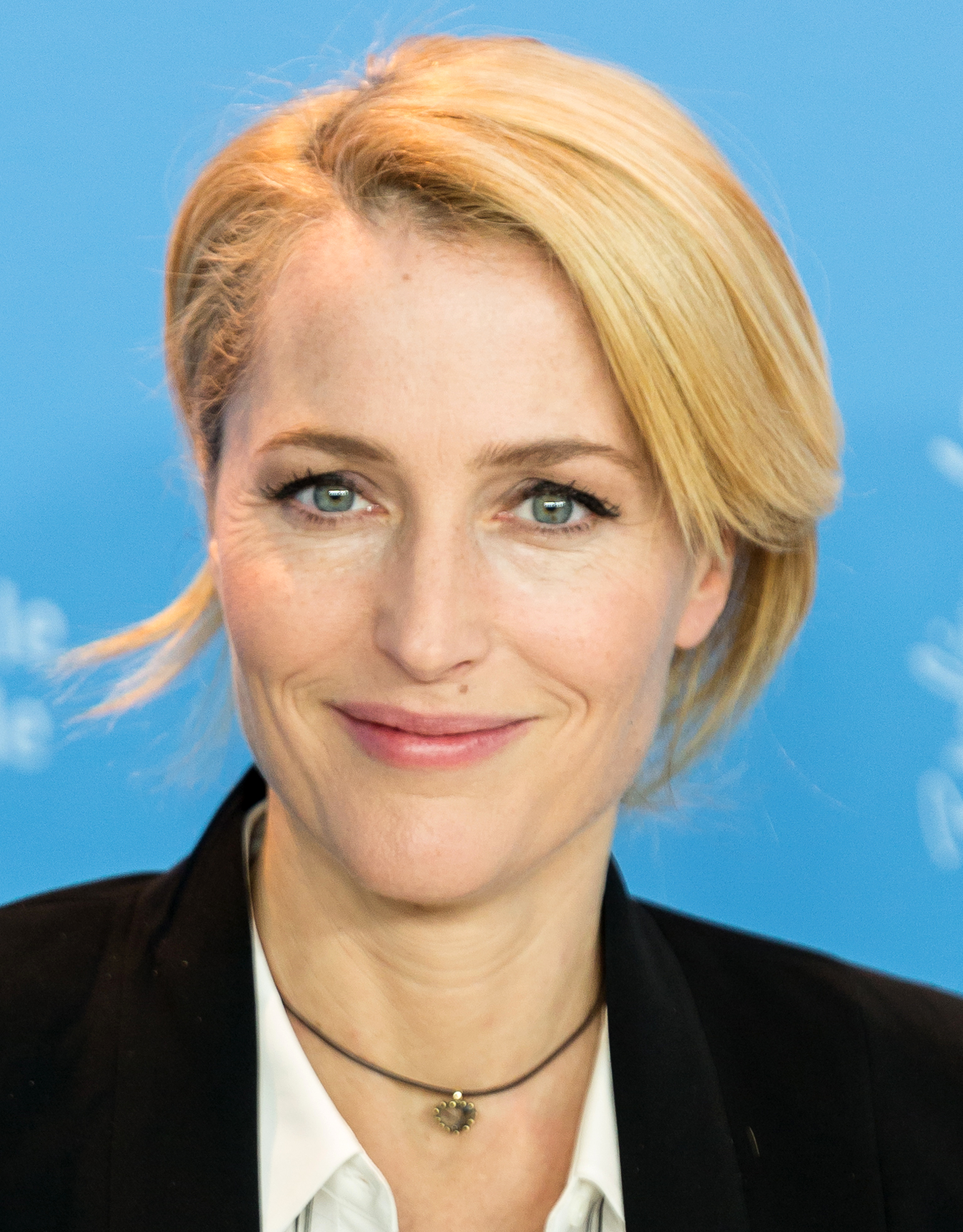
Gillian Anderson, interprete di Elisabeth Dillinger
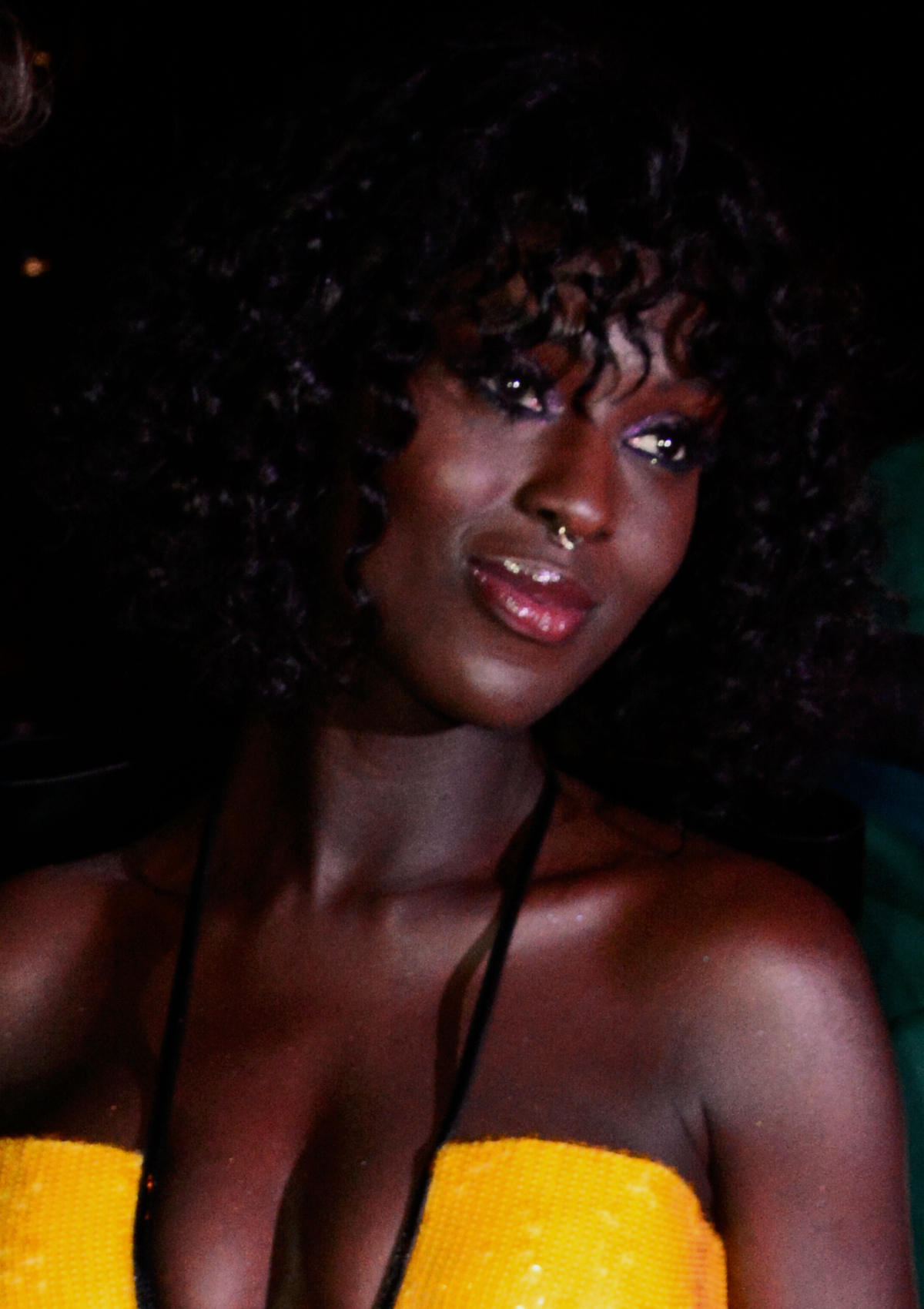
Jodie Turner-Smith, interprete di Athena

## Colonne sonore

### Tron: Original Motion Picture Soundtrack
La colonna sonora originale del primo film Tron del 1982 è stata composta da Wendy Carlos, compositrice ed esecutrice di musica elettronica nota per utilizzare in particolare il sintetizzatore elettronico modulare Moog. Wendy Carlos aveva già collaborato in precedenza con Stanley Kubrick, componendo ed eseguendo le colonne sonore di Arancia meccanica e Shining. Il suo lavoro per Tron non è tuttavia stato utilizzato interamente nella colonna sonora del film, da alcune sequenze la musica è stata eliminata: nella sequenza della corsa delle light cycle nel motolabirinto e nei titoli di coda del film, le sue composizioni non furono usate. Nel secondo caso, in particolare, la musica di Wendy Carlos è stata sostituita con un brano dei Journey. Il gruppo infatti venne ingaggiato per comporre due brani supplementari, dopo che i Supertramp furono scartati. Una parte delle musiche è stata eseguita dalla London Philharmonic Orchestra, ingaggiata dalla produzione a causa dei ritardi nella registrazione delle musiche da parte della Carlos.

### The Story of Tron
Nel 1982 la casa discografica Disneyland ha pubblicato varie versioni della storia di Tron come documento sonoro, sia in formato LP e musicassetta, destinato agli adulti, sia in formato 7" e musicassetta, destinato ai bambini. Oltre alla versione in inglese di questi prodotti discografici, ne esistono edizioni in francese, italiano, tedesco e altre lingue, con titoli adattati alle varie nazioni.

### Tron: Legacy (Original Motion Picture Soundtrack)
Pubblicato il 22 dicembre 2010 dalla Walt Disney Records, l'album è la raccolta della colonna sonora dell'omonimo film Tron: Legacy. Composta dai Daft Punk, ha visto la partecipazione di un'orchestra di cento elementi.

### Tron: Legacy Reconfigured
Reso graficamente come Tron: Legacy R3C0NF1GUR3D, si tratta di un album di remix del gruppo musicale francese Daft Punk, pubblicato il 5 aprile 2011 dalla Walt Disney Records. Il disco contiene i remix delle tracce presenti in Tron: Legacy (Original Motion Picture Soundtrack), realizzati da quindici musicisti diversi.

## Discografia

### Album
- Tron: Original Motion Picture Soundtrack - Wendy Carlos (1982)
- Tron: Legacy (Original Motion Picture Soundtrack) - Daft Punk (2010)
- Tron: Legacy Reconfigured - Daft Punk (2011)
- Tron: Uprising (Music from and Inspired By the Series) - Joseph Trapanese (2013)

### Singoli
- Daft Punk Derezzed - Daft Punk (2010)

### Album narrativi
- The Story of Tron (1982)

## Merchandising

### Giocattoli
- Nel 1982, con l'uscita del film, la Tomy ha prodotto del merchandising connesso al film, tra cui le action figure dei personaggi di Sark, Flynn, Tron e di un generico guerriero.[11][4] Ha inoltre realizzato versioni in metallo (die cast) di alcuni veicoli e una versione giocattolo con carica a molla della light cycle, in plastica, in versione rossa e gialla, in cui può venire alloggiata una action figure.[5]
- La casa produttrice View-Master International (VMI) ha commercializzato per il proprio sistema View-Master un set di dischetti stereoscopici paralleli con 21 immagini del film in 3D. I dischetti sono datati 1981.[51][52]
- Nel 1981 la Ideal ha commercializzato il gioco da tavolo ispirato al film Assault on MCP.[11]
- Nel 1982 la Duncan ha prodotto uno yo-yo forsforescente ispirato al film.[11]
- Nel 1982 sono state commercializzate delle carte da collezione dalla Donruss, datate però 1981.[11]
- Nel 1983 è stato distribuito un frisbee gonfiabile con il nome Magic Zoom Disc ispirato a Tron.[11]
- Nel 2002 la Neca ha realizzato una riproduzione delle due light cycle realizzate nel 1982 dalla Tomy nella versione rossa e gialla, con l'aggiunta di una versione azzurra.[6]
- Nel 2010 per il film Tron: Legacy, la Spin Master, con licenza Disney ha realizzato vari giocattoli legati al film, comprese le action figure dei personaggi del film e varie versioni dei mezzi che appaiono nel film in metallo, tra cui una versione di tutte le light cycle.[7]

### Veicoli
- Nel 2012 della light cycle del film Tron: Legacy, disegnata da Daniel Simon, è stata realizzata una replica reale, autorizzata a circolare su strada, da Parker Brothers Concepts.[8][9] La moto monta un motore Suzuki 996cc a quattro tempi.[8][9] Ne è seguita anche una versione elettrica, conosciuta con il nome di Xenon, disponibile in due versioni, e successivamente, sempre proseguendo la linea di produzione della moto con motore elettrico, la compagnia ha continuato a produrre light cycle con il nome NeuTron.[8][9] La replica è stata inizialmente messa in vendita a $ 55 000,[8][9] mentre nel 2015 un esemplare è stato venduto a un'asta della RM Auction a $ 77.000.[7]

### Altro
- Nel 1982 la Nabisco Shreddies ha commercializzato una confezione di cereali esclusivamente per il mercato canadese a tema Tron con in omaggio un mini frisbee colorato di 3 1/2".[11]
- Sempre nel 1982 la Smucker ha regalato un poster e un libretto con la propria marmellata alla fragola.[11]
- Ancora nello stesso anno la Woodlets Inc. ha commercializzato un deodorante per auto a tema Tron.[11]
- La compagnia di vendita a domicilio Dial and Tone Soap (Henkel Corporation) nell'82 ha regalato un asciugamano da spiaggia con l'immagine di Tron con l'acquisto di una saponetta.[11]

## Parchi a tema

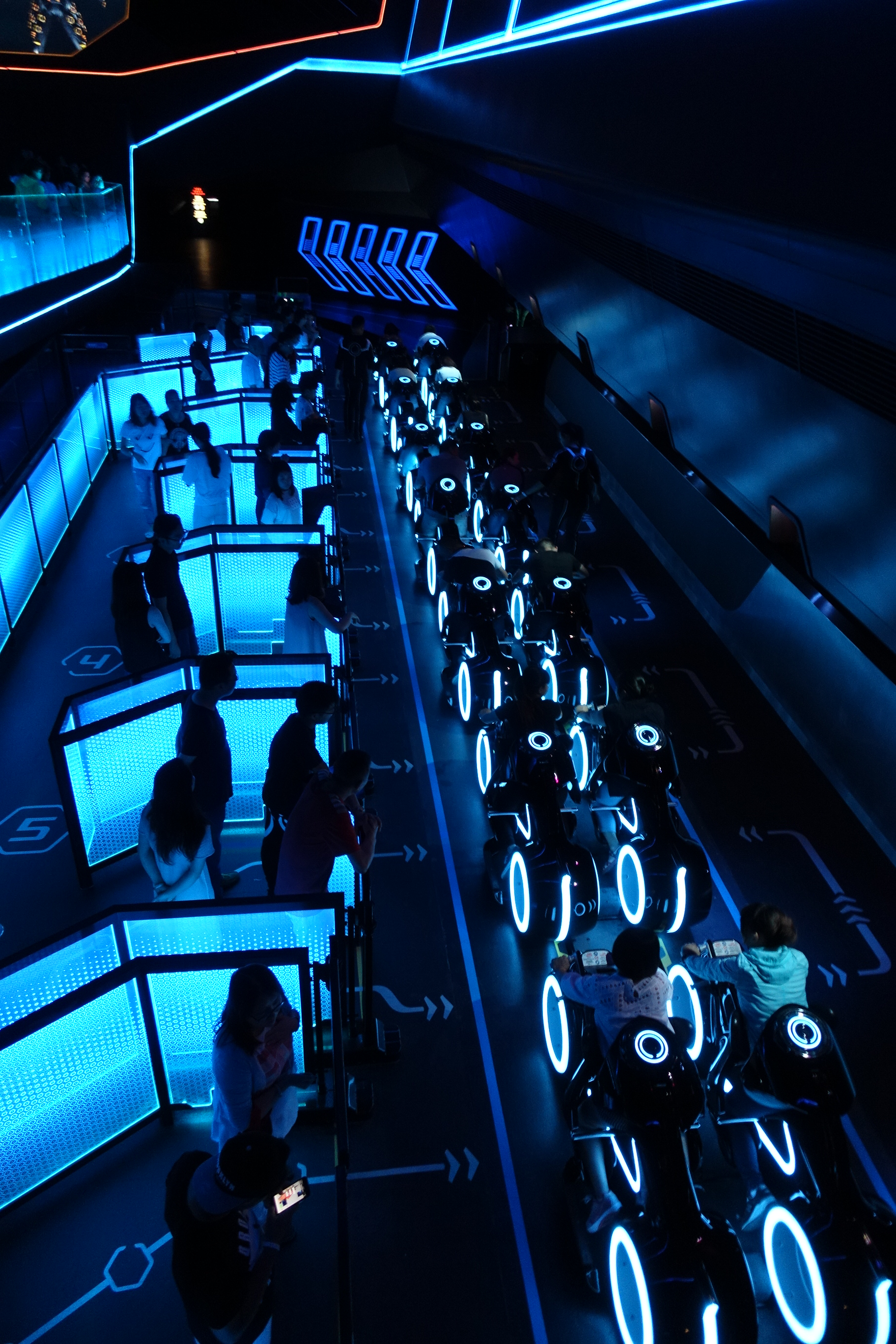
Il Tron Lightcycle Power Run

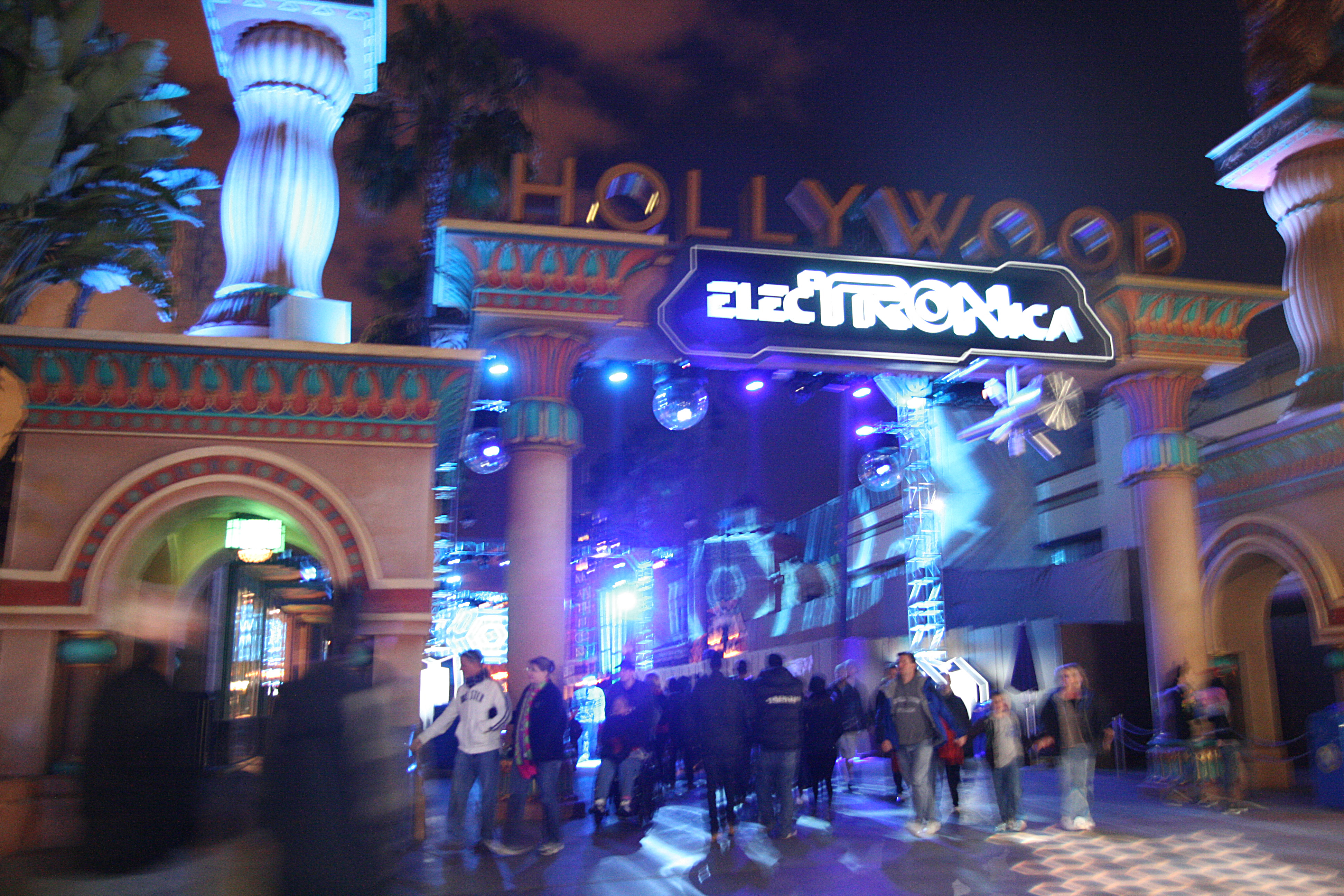
L'ingresso del locale

Negli Stati Uniti d'America, in California, esisteva un parco tematico, l'ElecTRONica nella Disney California Adventure, costruito nel 2010 e demolito nel 2012.
Nel 2016, a Shanghai, è stata costruita un’attrazione, la Tron Lightcycle Power Run nella Shanghai Disneyland, nel settore Tomorrowland. Una versione dell’attrazione è in prossima apertura presso il parco Magic Kingdom del complesso Walt Disney World Resort.

## Altri media
- L'episodio 4 della 14ª stagione della serie televisiva South Park, You Have 0 Friends, trasmesso nel 2010, è una parodia di Tron.[63][64]
- Nel videogioco Kingdom Hearts II (2006, PlayStation 2), coprodotto dalla Square Enix con la Disney, è presente l'universo di Tron, denominato Space Paranoids come l'omonimo videogioco. In esso sono presenti il personaggio di Tron (che potrà essere inserito nel party del giocatore) e gli antagonisti Sark e MCP, oltre che all'iconica gara sulle Moto di Luce.